# Hanshin série 5500
La série Hanshin 5550 (はんしん5500けいでんしゃ, Hanshin 5500 Keidensha ou 阪神5500系電車) est une série de rame automotrice électrique (EMU), utilisée pour les services de banlieue et périurbains, dans le Keihanshin, exploitée par la compagnie Hanshin, introduite en 1995.
Dans cet article, la numérotation des formations sera indiquée par le numéro de la première voiture côté Osaka-Umeda (par exemple, 5501F).

## Histoire
Ce modèle était initialement prévu pour remplacer les anciennes formations surnommées « avions à réaction » (les 5151, 5261 et 5311) fabriquées sur la base des serie 5001 ( 2e génération). Cependant, à la suite du grand tremblement de terre de Hanshin-Awaji survenu en janvier 1995, 8 formations régulières (2 5151, 4 5261, 2 5331) ont été mis au rebut, nécessitant de nouvelles rames pour les remplacer. Deux formations de 4 voitures ont été fabriquées plus tôt que prévu . La 5501F, ainsi que les 2 autres rames ont commencé leur exploitation commerciale en novembre 1995  et la 5503F en janvier 1996 ,. Après cela, le nombre de trains a été progressivement augmenté pour remplacer les anciennes rames partant a la retraite, et en 2000, 36 voitures répartis en 9 formations avaient été fabriqués. Cela a dépassé le nombre de formations anciennement exploité de serie 5001 ( 2e génération)  et, de plus, est devenu le plus nombreux parmi les véhicules ordinaires.
Dans le but de devenir le véhicule standard de nouvelle génération, de nouvelles fonctionnalités telles que la commande de l'onduleur VVVF et un bogie sans support ont été adoptées . Avec l'introduction de la série 5500 d'Hanshin, le contrôle de l'onduleur VVVF a été adopté par toutes les grandes compagnies ferroviaires privées du Japon.

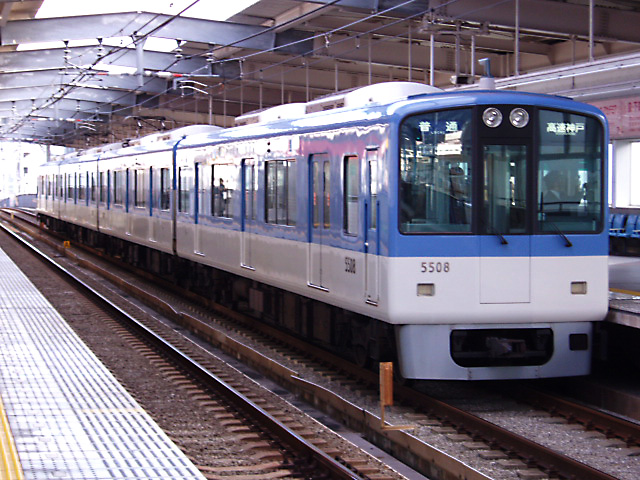
Le train lors de sa sortie

## Description

### Extérieure
L'apparence extérieure suit essentiellement celle des rames de fin de production (de type IV) de la série 8000, et est une classique voiture à trois portes de 19 m de long, construite en acier ordinaire. Toutes les fenêtres latérales sont fixes, à l'exception de la partie centrale des fenêtres en 3 pièces de verre.
Le nez de la rame a été modifié par rapport au style de la série 8000, le caoutchouc H a été restauré sur les fenêtres et la zone autour de la porte d'interconnexion et des phares a été peinte en noir, en style « blackface ». Le feu arrière  situé en bas de caisse est de type LED encastré. La hauteur du plancher a été abaissée de 40 mm par rapport au modèle précédent et le toit est devenu plus arrondi en raison des changements dans la section transversale de la carrosserie. La hauteur du toit reste inchangée par rapport au modèle précédent.
La couleur de la peinture extérieure a été changée pour la première fois en 36 ans. Auparavant, la partie supérieure était de couleur crème traditionnelle et la partie inférieure était bleu marine, mais dans l'espoir de « surmonter le tremblement de terre et de recommencer » , la partie supérieure a été changée en « Allegro Blue » (bleu ciel), et la partie inférieure à « Silky Beige », une nouvelle peinture de type pastel, « gris » (gris clair). Ce schéma de peinture est basé sur l'un des trois schémas de peinture tests effectués sur la série 8000 (Formation 8233). La série 9300 de la categorie « véhicules express », introduite en 2001, a également adopté de nouvelles couleurs pour correspondre à la série 5500 : « Presto Orange » sur la partie supérieure et « Silky Beige » sur la partie inférieure.

### Intérieure
Les sièges sont des sièges longitudinaux de type baquet avec un tissu de couleur bleu. L'interieur est de couleur blanc-gris incluant sol et plafond. un écran de guidage embarqué qui intègre une carte d'itinéraire électronique et un tableau d'affichage électronique (un SISVE). Un espace pour fauteuil roulant est également présent , et un nouveau buzzer a été installé sur la porte pour vous informer de l'ouverture/fermeture.
La cabine du conducteur était le premier poste de conduite « type bureau » (poste de conduite nouvelle génération) à deux poignées de Hanshin. Les deux poignées sont le  contrôleur principal de puissance (accélération ou freinage) qui fonctionne longitudinalement (axe de rotation horizontal), et d'un dispositif de réglage des freins qui tourne à gauche et à droite (axe de rotation vertical).

### Caractéristiques techniques
Le bogie utilisé était le modèle SS-144 fabriqué par Sumitomo Metal Industries (actuellement Nippon Steel), qui fut le premier bogie sans traversin de type monolink de Hanshin, et l'utilisation de roulements en forme de selle facilitait la maintenance. De plus, le diamètre des roues a été modifié de 762 mm, qui était la norme pour les voitures à réaction conventionnelles, à 860 mm, comme pour les véhicules express.
Le moteur électrique principal est équipé du TDK-6145-A de Toyo Denki Manufacturing (puissance 110 kW à l'unité) et le système d'entraînement est le système TD Cardan. Le dispositif de contrôle a adopté le premier contrôle d'onduleur VVVF de Hanshin  de fabrication Mitsubishi, et le système de contrôle MAP-118-15V55 de Mitsubishi Electric a été installé  .
L'accélération/décélération a été réduite de 0,5 km/h/s par rapport à l'accélération de départ de 4,5 km/h/s et à la décélération de 5,0 km/h/s d'une voiture à réaction conventionnelle, avec une accélération de départ de 4,0 km/h/s et une décélération de 4,5 km/h/s. h/s . L'adoption de la commande de l'onduleur VVVF a rendu la conduite plus douce et les performances d'accélération améliorées dans la plage de vitesse moyenne et élevée ont permis de maintenir le même programme de desserte qu'auparavant.
L'onduleur statique (SIV) qui fournit l'alimentation électrique est équipé du INV094-HO de Toshiba, et le compresseur d'air électrique (CP) est équipé du C-2000-ML.
Pour les freins, le MBSA, un frein à commande électrique, a été adopté pour la première fois dans un véhicule ordinaire par Hanshin.
Les attelages sont un attelage court de type Bandon du côté de la cabine du conducteur du type 5501, un attelage court de type pivotant à l'extrémité de l'unité entre les types 5601 et un attelage à tige au milieu de l' unité .
Le matériau du toit est en acier inoxydable, avec des cordons s'étendant dans le sens longitudinal. Le système de refroidissement est équipé de deux unités semi-centralisées CU703 (21 000 kcal) par voiture.
Les pantographe sont des modèles en diamant 

### Formations supplémentaires
En 1997, trois trains de quatre voitures, 5505F, 5507F et 5509F, ont été fabriqués par Kawasaki Heavy Industries. Des différences peuvent être observées, telles que le passage devenu plus large, du verre à double vitrage sur la porte passager et un capot antichute entre les voitures. Cet ajout a été fait en réponse à l'augmentation de l'utilisation des voitures ordinaires et à la diminution de l'utilisation des voitures express en raison de la révision des horaires avec le début du service express limité direct en février 1998.

## Opérations
La serie 5500 est exploitée sur toutes les lignes d'Hanshin uniquement sur les services locaux (étant la spécificité de ce modèle).
Elle est néanmoins prioritairement exploitée sur la ligne principale du fait de ses capacités d'accélération et freinage très élevées, le tout conjointement avec la série 5550.
La série 5500 a commencé son exploitation commerciale après une cérémonie de départ tenue à la gare d'Umeda le 1er novembre 1995. Chaque formation était utilisée pour les opérations normales sur la ligne principale Hanshin et la ligne Nishi-Osaka (actuellement la ligne Hanshin Namba).
En termes d'exploitation régulière, la gare de Shinkaichi était la limite ouest de la section de service, mais en novembre 1998, un train spécial affrété de la série 5500 a été exploité jusqu'à la gare de Sumadera sur la ligne ferroviaire électrique de Sanyo(Sanyō Dentetsu). Ce train a été acheminé vers la gare de Sumaura Koen, a fait demi-tour, puis a été réacheminé vers la ligne principale Hanshin. En octobre 2006, lorsque les horaires ont été révisés, des trains locaux ont circulé jusqu'à la gare de Higashi-Suma en remplacement des sections raccourcies des trains semi-express, ce qui en a fait les premiers "train à réaction" à circuler régulièrement sur la Ligne principale Sanyo Electric Railway. Ensuite, avec la révision du 20 mars 2009, les voitures à réaction n'étaient plus autorisées à y circuler.
Sur la ligne Nishi-Osaka (actuellement la ligne Hanshin Namba), les essais de matériel roulant pour les trains directs Kintetsu ont commencé le 23 janvier 2009, et en même temps les trains commerciaux ont commencé à fonctionner avec des trains de six voitures.
Depuis mars 2016, il est principalement utilisé comme train local sur la ligne principale entre Hanshin Osaka Umeda et Kosoku Kobe (en partie Shinkaichi).
La configuration modifiée pour la ligne Mukogawa est entrée en exploitation commerciale le 3 juin 2020. Dans un premier temps, le programme de service de la semaine la plus récente à venir était publié (mis à jour tous les mercredis).
En commémoration de la victoire de l'équipe de baseball professionnelle des Hanshin Tigers 2023 au championnat de la Ligue centrale, pour une durée limitée de 3 jours du 29 septembre au 1er octobre, les rames « Tigres» et « Koshien», qui sont normalement utilisés sur la ligne Mukogawa, ont été exploitées sur la ligne principale en UM2.

## Formations
La rame est entièrement motorisée (train a adhérence totale), à l'instar des "voitures à réaction" passées, pour garantir des performances d'accélération/décélération et une adhérence très élevées. Puisque le fonctionnement normal a également été fixé à des formations à 4 voitures par le passé, la série 5500 a également été fixée à 4 voitures. Elle est donc composée de 4 voitures en connectant deux ensembles d'unités de 2 voitures, le véhicule électrique de contrôle de type 5501 et le véhicule électrique intermédiaire de type 5601 , les véhicules avec des numéros impairs étant tournés dans la direction d'Osaka et les véhicules avec des numéros pairs étant coté Kobe.
|              | ←Osaka-Umeda - Kobe Sannomiya→ |      |      |        |
|              |                                |      |      |        |
| Voiture No.  | 1                              | <> 2 | <> 3 | 4      |
| Designation  | Mc1                            | M1   | M2   | Mc2    |
| Numerotation | 5501                           | 5601 | 5602 | 5502   |
| Poids (t)    | 34                             | 35   | 35   | 34     |
| Equipement   | CP-SIV                         | VVVF | VVVF | CP-SIV |

- Les voitures 2 et 3 ont un pantographe.
- VVVF : contrôleur principal
- SIV : Alimentation auxiliaire (onduleur statique)
- CP : compresseur d'air

## Modification

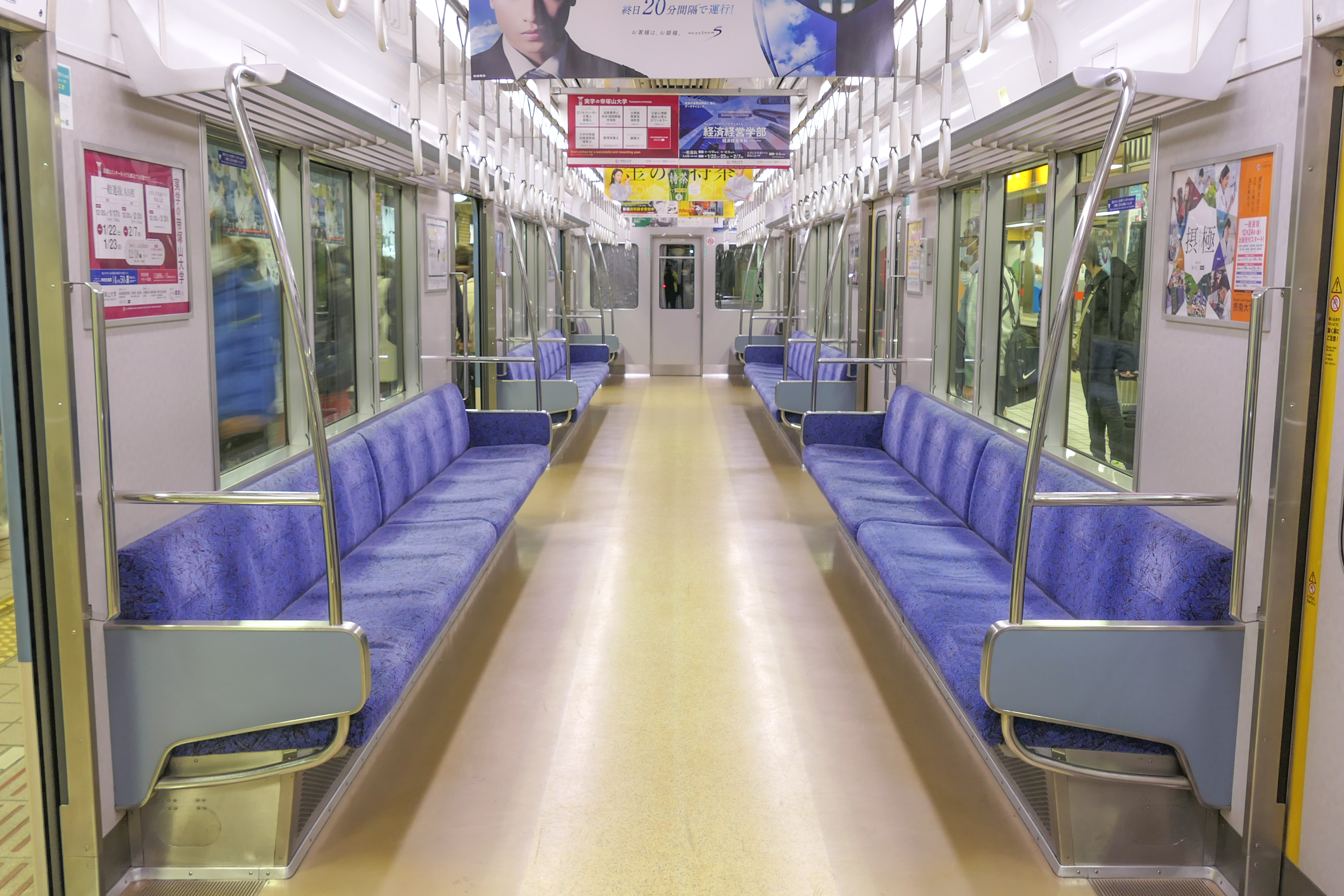
Interieur rénové en 2010

Affichage embarqué (infos voyageurs) remplacant le SISVE

Depuis 2010, la moquette du siège a été modifiée pour adopter le même design que la série 9300, bien que de couleur bleue. De plus, un auvent antichute a également été installé sur le 5501F en 2006. Avec l'ouverture de la ligne Hanshin Namba en 2009 et le début de l'exploitation a interconnexion directe mutuelle avec le chemin de fer Kintetsu, l'ancien attelage du wagon de tête de type Bandon a été remplacé par un attelage court de type rotatif, avec encoche en bas.
Un "dispositif homme mort" (VACMA) a été installé dans la cabine du conducteur vers 2008 .
Lorsque la station Nishinomiya-Higashiguchi a été renommée en  station Koshien, les dispositifs d'affichage de guidage embarqués (SISVE) ont été recouverts d'autocollants, mais avec l' ouverture de la ligne Hanshin Namba, il est devenu difficile d'utiliser un système basé sur ces plans interactifs sans grosse modification. Donc les série 5500, 5550, 9000 et 9300 ont été modifiées. L'utilisation de cartes routières électroniques (SISVE) a été abandonnée, des plans sur autocolants ont été collés au-dessus des portes et des cadres publicitaires ont été installés dans les espaces vides en lieu et place de l'ancien système SISVE.
Dans certains véhicules, l'éclairage a été remplacé par des LED , et certains véhicules ont installé expérimentalement des caméras de sécurité à l'intérieur du véhicule .

### Rénovation
Les travaux de renouvellement de la série 5500 ont débuté en 2016, plus de 20 ans après son introduction. Hanshin appelle la série 5500 renouvelée « véhicules rénovés ».
La carrosserie de la voiture a reçu une nouvelle couche de peinture et les nouveaux équipements pour les passagers ont été conçus pour être similaires à ceux de la série 5700, comme les portes semi-automatiques (avec fonction d'annonce automatique à l'intérieur et à l'extérieur de la voiture) et des écrans LCD , mais la cabine du conducteur et la partie électrique/mécanique n'ont reçu aucune modification.
La peinture a été inspirée par le paysage urbain moderne de la région de Hanshin, avec la partie supérieure étant « bleu Lapis-lazuli», la porte et la partie inférieure étant « gris moderne ». La position de la ligne de démarcation des couleurs s'est déplacée vers le bas et la zone bleue s'est considérablement élargie. Ce changement de peinture a été effectué pour permettre de reconnaître facilement d'un seul coup d'œil le véhicule rénové.
La première unité de construction renouvelée était la 5501F, qui a commencé son exploitation commerciale le 2 mai 2017. Le 5503F a été renouvelé en octobre de la même année et le 5505F a été renouvelé en avril 2018. Ce travail de renouvellement a finalement été effectué sur tous les trains de la série 5500, Cependant, en raison de l'âge relativement jeune de la série 5550 fabriquée en 2010, il a été exclu des changements de peinture et conserve donc la couleur originelle.

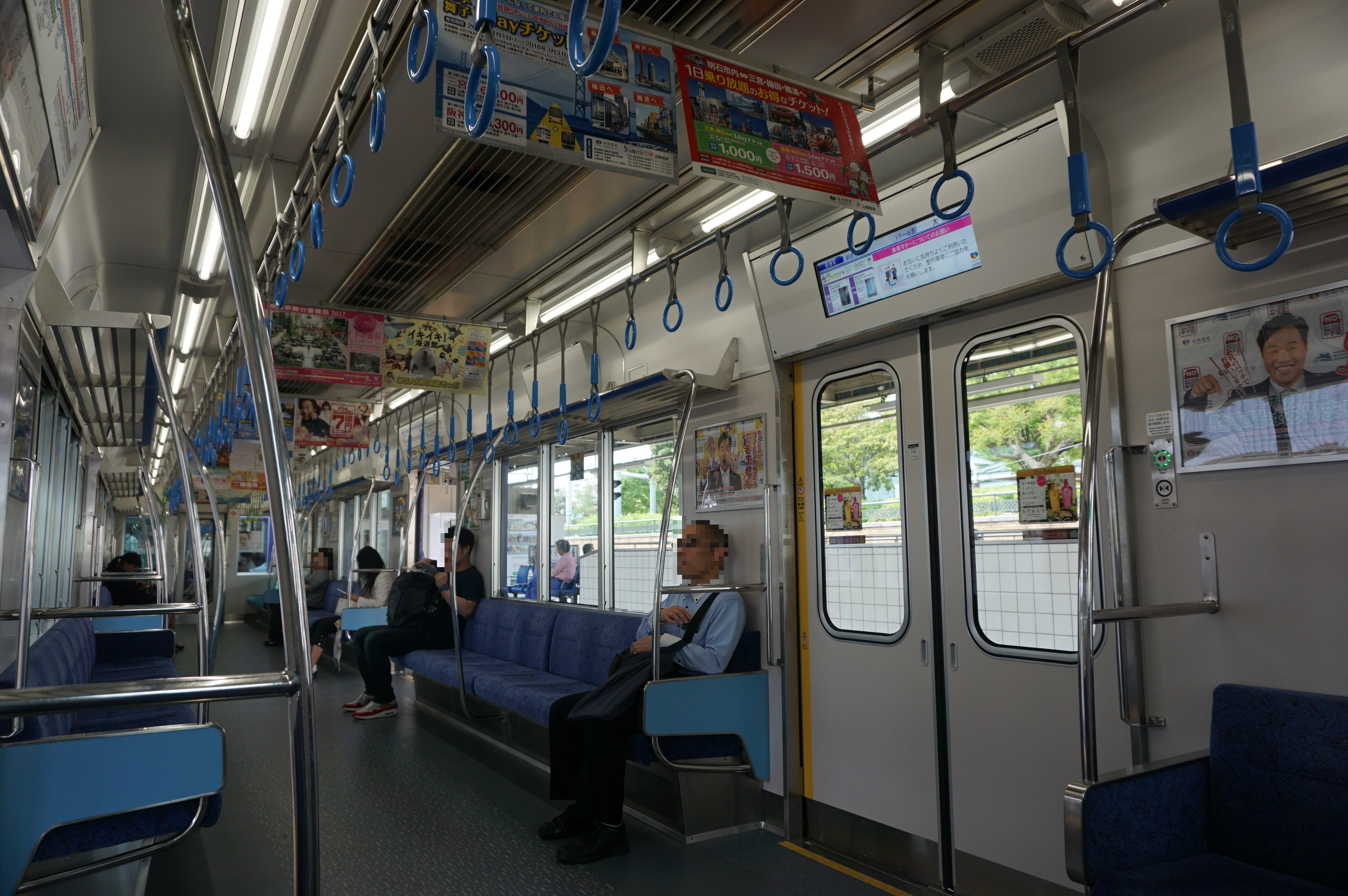
interieur rénové
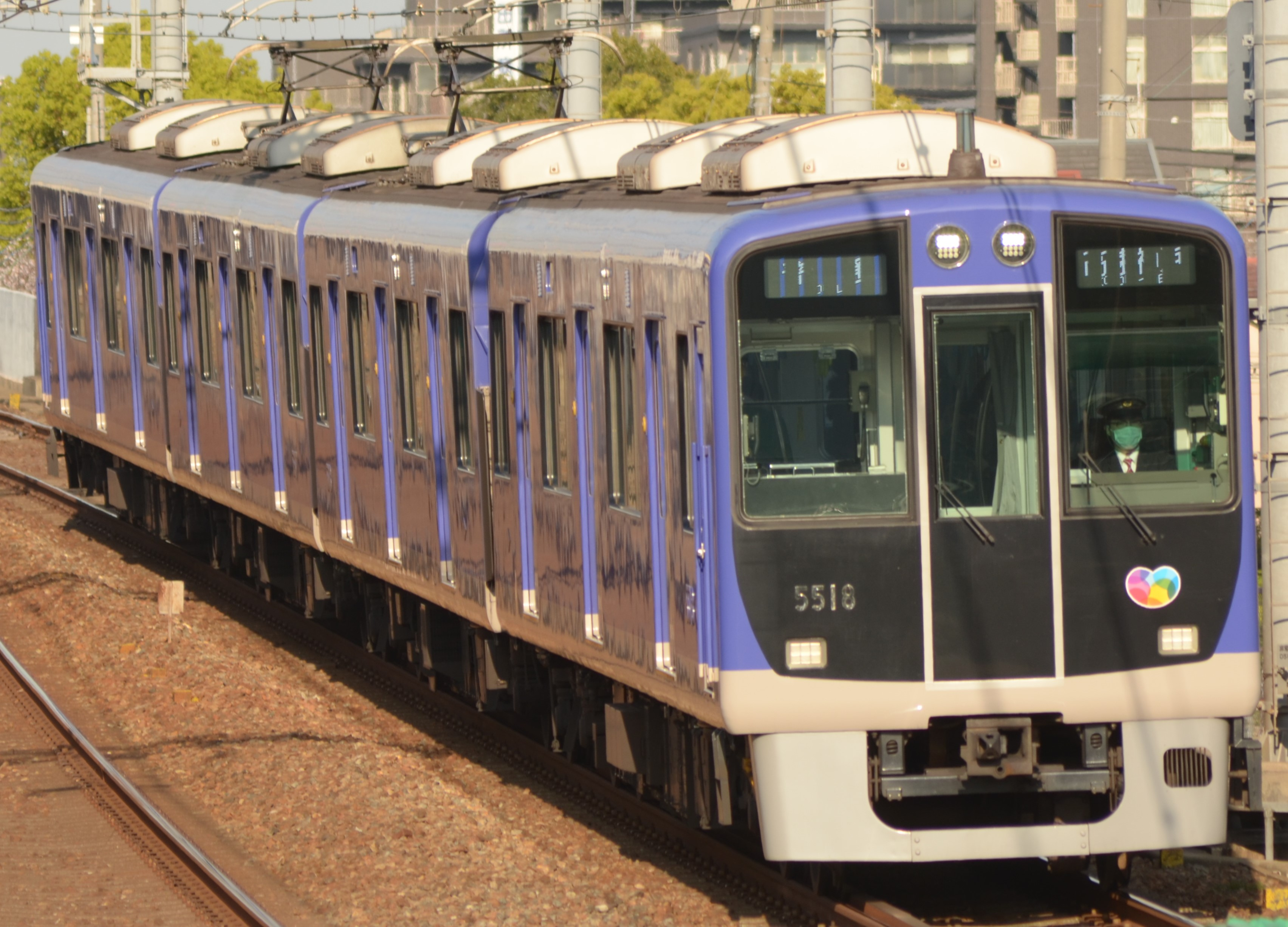
Nouvelles couleurs

## Mutation sur la ligne Mukogawa
Avec l'introduction de la série 5700 sur la ligne principale, une partie de la flotte a été reconfigurée, dont 8 voitures appartenant à 2 formations ont été modifiées pour une utilisation sur la ligne Mukogawa depuis 2019, et en 2020. Elles ont remplacé les anciens type 7861/7961 et 7890/7990.
Étant donné que la ligne Mukogawa est exploitée en formations de deux voitures, les voitures intermédiaires 5511F et 5513F ont été modifiées pour devenir les voitures de tête, chacune étant passé de 4 voitures, à 2 voitures x 2 (possible car les formations initiales était 100% motrices), et un équipement d'exploitation par un seul homme a été installé (Wanman). En ce qui concerne l'équipement sous le plancher, les composants électroniques du dispositif de commande VVVF, du dispositif SIV et du dispositif de commande des freins ont été révisés, les performances d'accélération/décélération ont été modifiées. L' équipement sous le plancher lui-même n'a pas été remplacé.
Parallèlement à ces modifications, les voitures intermédiaires de type 5601 (M1/M2) ont été modifiées en format et sont devenues le type 5901 (Mc1/Mc2) soit des motrices avec cabine de conduite (KuMoha pour la JR et M pour la RATP). La forme avant de la cabine installée dans la série 5901 est similaire à celle de la série 9000, mais la zone vitrée de la porte avant a été élargie pour permettre une meilleure vue de l'avant. Grosso modo, sur la formation initiale de 4 voitures, composé de deux motrices avec cabine, et 2 motrice intermédiaires, on a coupé en deux la formation et transformé les motrices intermédiaires en motrice a cabine les 59xx.On a repete ce processus sur une seconde formation a 4 voitures.
De plus, conformément au changement apporté au wagon de tête, le nombre de pantographes a été augmenté à deux par wagon avec des nouveaux modèles à un seul bras. Il est également possible de combiner les voitures modifiées en formation UM2, et un cadre de capot (protection similaire a une intercirculation déplorable) est installé sur la porte traversante, il est donc possible d'opérer dans une formation de 4 voitures en fusionnant deux formations pendant les opérations événementielles. Par conséquent, les notations d'organisation sont 5511F, 5912F, 5513F et 5914F.
Semblable aux voitures de renouvellement des séries 5700 et 5500, des interrupteurs de porte semi-automatiques ont été ajoutés à chaque entrée. De plus, chaque voiture dispose de nouveaux haut-parleurs externes et d'un affichage de destination à LED en couleur.
La ligne Mukogawa, qui traverse la ville de Nishinomiya, est proche du stade Hanshin Kōshien, le point d'attache des Hanshin Tigers (première équipe), et du stade de baseball Hanshin Naruohama (Tigers Den), le stade et terrain d'entraînement de la deuxième équipe. L'intérieur et l' extérieur du véhicule avaient un thème « baseball ».
Un espace libre a été prévu à l'arrière de la cabine de l'équipage dans le wagon de tête existant et le wagon de tête modifié, avec des mains courantes installées du côté du wagon de tête existant et des mains courantes et une table du côté du wagon de tête modifié. La table est faite de bois massif de Yachidamo, qui est également utilisé pour les battes de baseball.
Le logo « Mukogawa » a été conçu comme le symbole des voitures de la ligne Mukogawa et est placé à l'avant et sur les côtés des voitures. Il s'agit d'un mot de trois kanjis « Mukogawa » avec des cercles indiquant les quatre stations de la ligne Mukogawa reliées par des lignes verticales représentant les lignes allant du nord au sud.
De plus, les 5513F et 5914F ont été exposés au public lors du « Railway Day Hanshin Festival 2019 » qui s'est tenu à l'usine d'Amagasaki le 2 novembre 2019.
Initialement, il était prévu que ses opérations commencent en mai 2020, mais en raison de la propagation de la nouvelle infection à coronavirus, elle a été reportée. La voiture à carrosserie rouge conventionnelle a cessé ses activités le 2 juin 2020 et a ensuite été mise au rebut. L'exploitation commerciale de la série 5500 sur la ligne Mukogawa a commencé le 3 juin, le lendemain.
|              | ←Osaka-Umeda - Kobe Sannomiya→ |           |           |           |
|              |                                |           |           |           |
| Voiture No.  | 1                              | < 2 >     | < 2 >     | 1         |
| Designation  | M'c1                           | Mc1       | Mc2       | M'c2      |
| Numerotation | 5511/5513                      | 5911/5913 | 5912/5914 | 5512/5514 |
| Poids (t)    | 34                             | 35        | 35        | 34        |
| Equipement   | CP-SIV                         | VVVF      | VVVF      | CP-SIV    |

- Les voitures 2 ont 2 pantographes.
- VVVF : contrôleur principal
- SIV : Alimentation auxiliaire (onduleur statique)
- CP : compresseur d'air

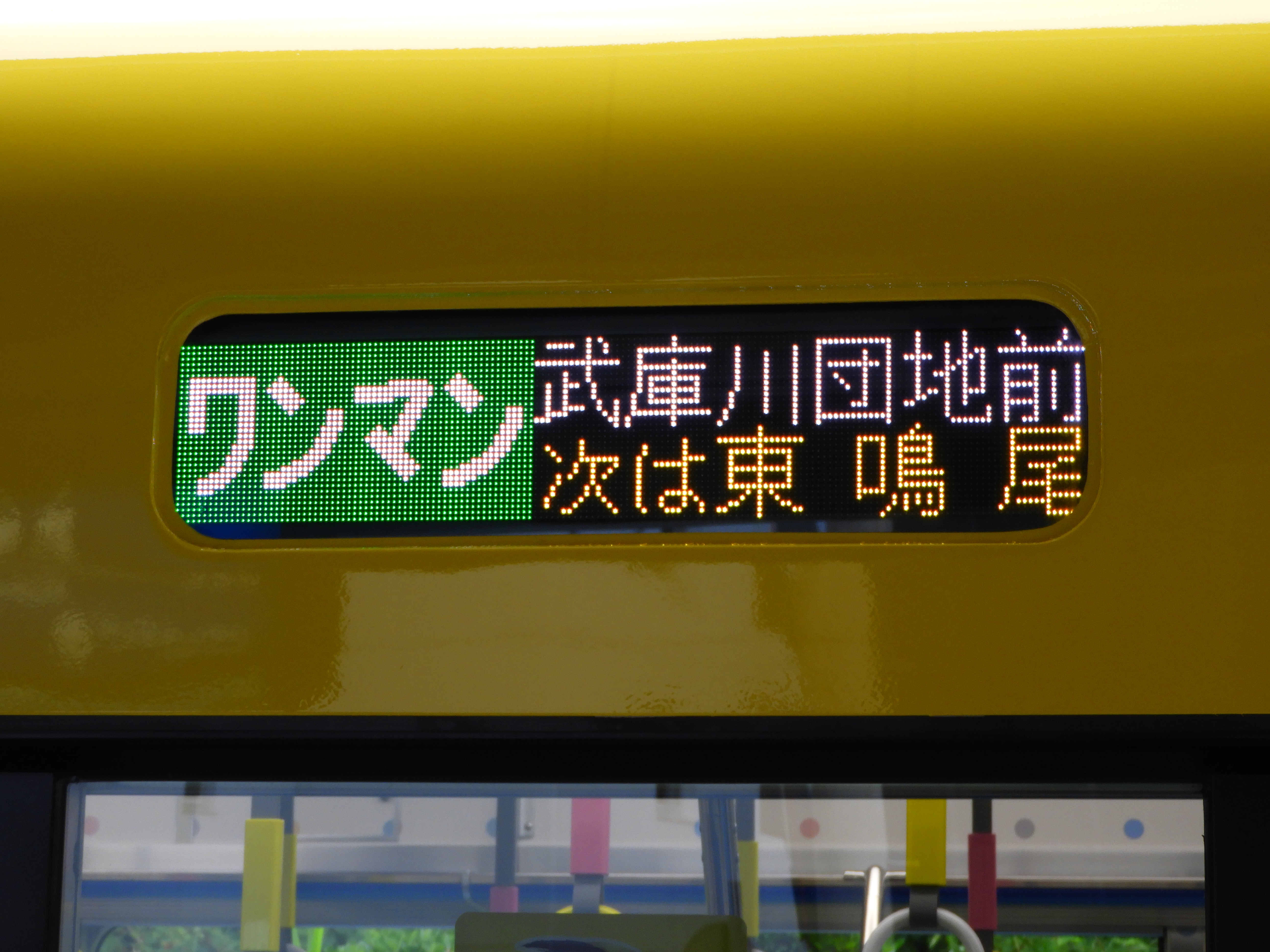
Girouette Led couleur
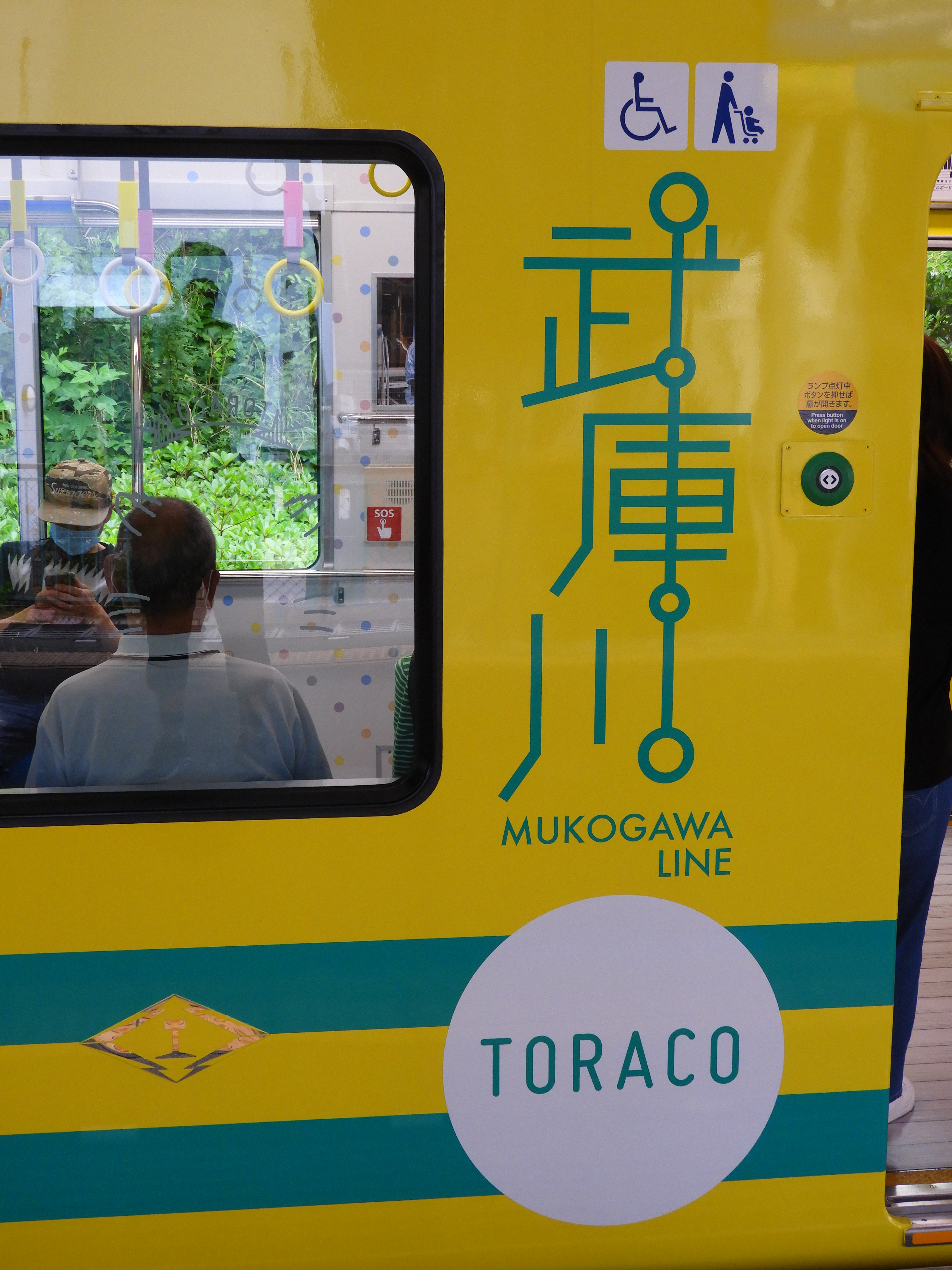
Logo Mukogawa Line
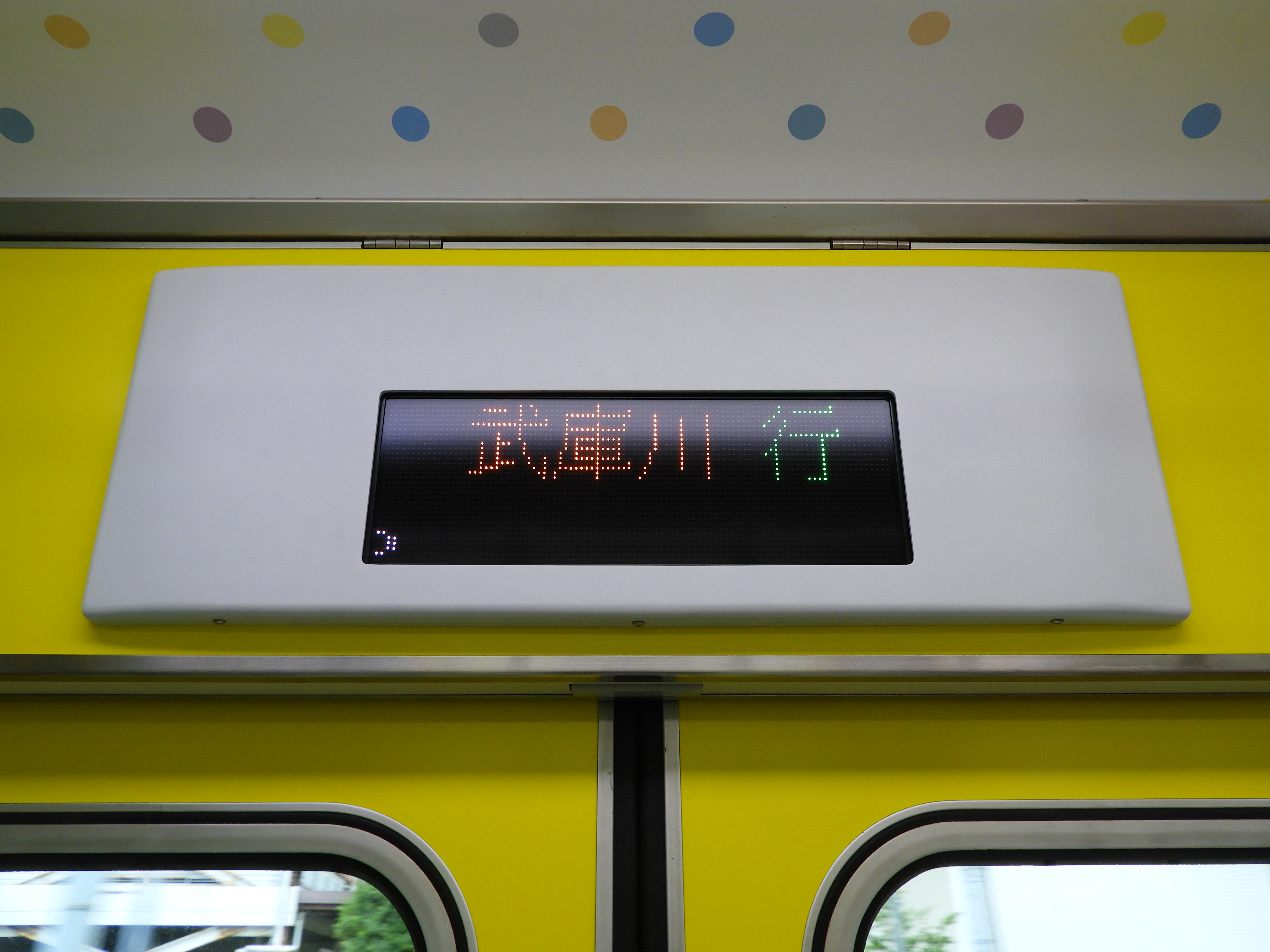
Info voyageurs led

### Tigres
Le thème est "Hanshin Tigers". Train à deux voitures 5513 et 5913.
L'extérieur utilise les couleurs jaune et noir de l'équipe, et l'intérieur est conçu pour ressembler à l'uniforme de l'équipe. Le symbole des Hanshin Tigers est placé partout à l' intérieur et à l'extérieur du véhicule.

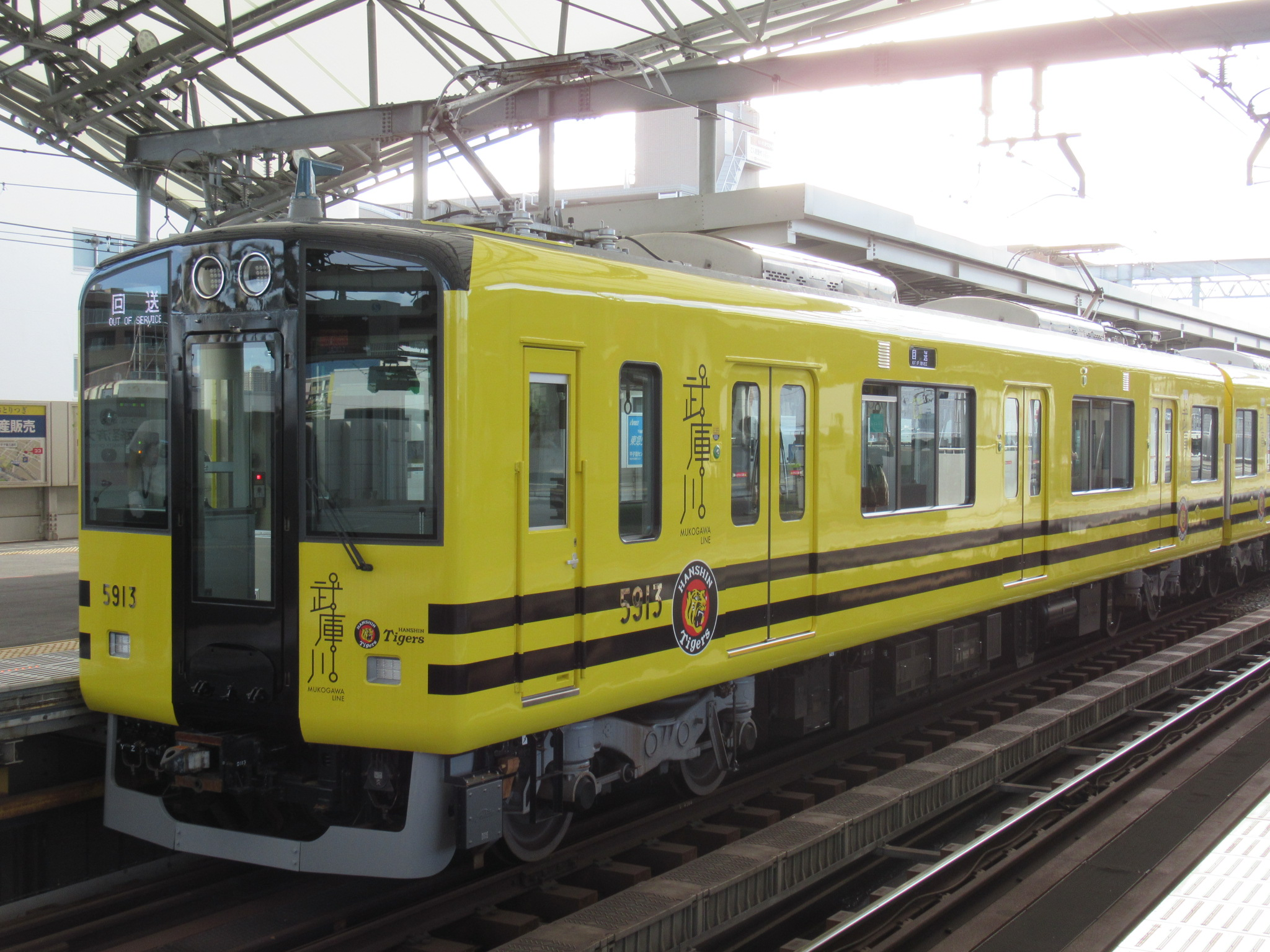
5913
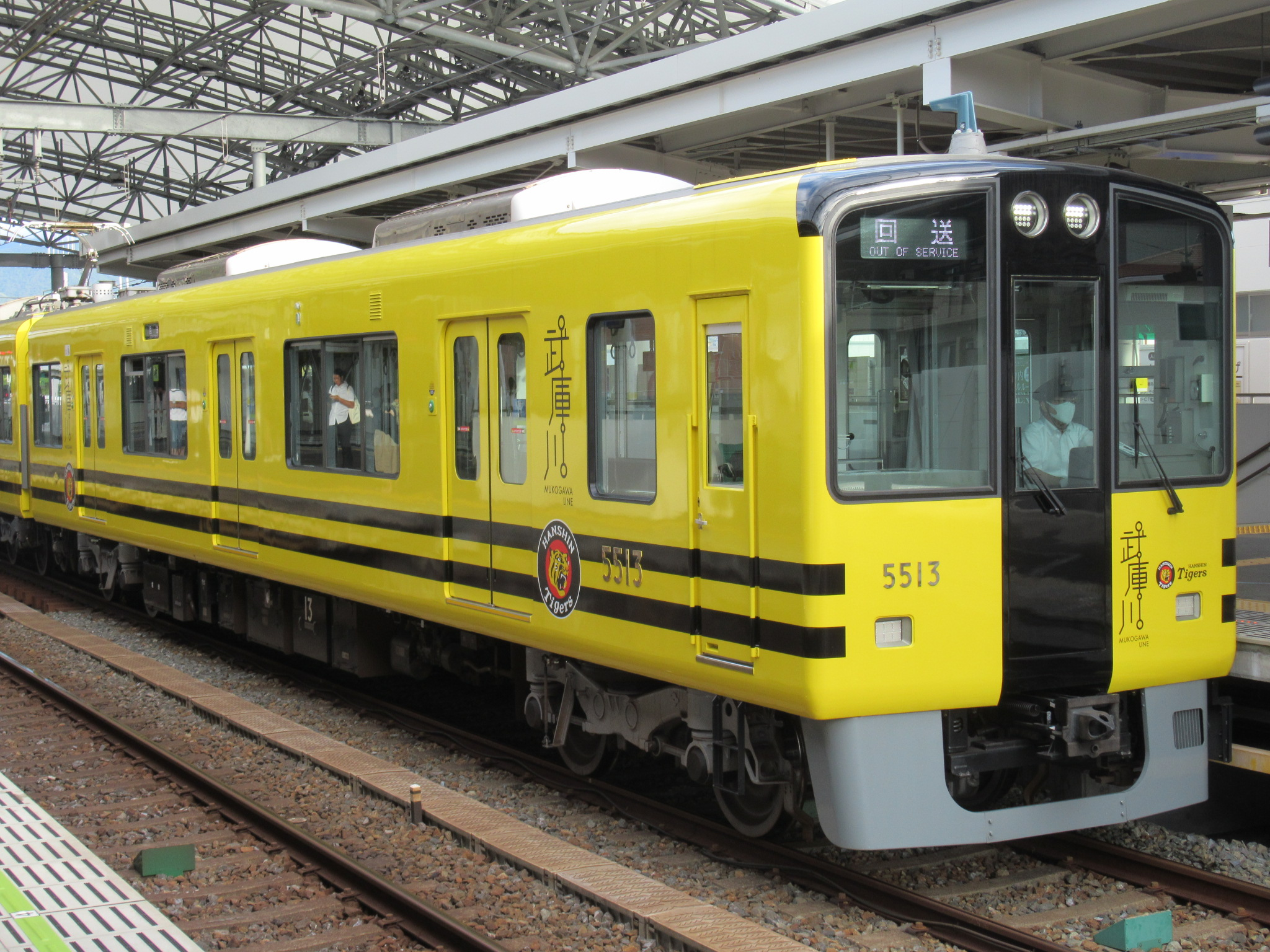
5513
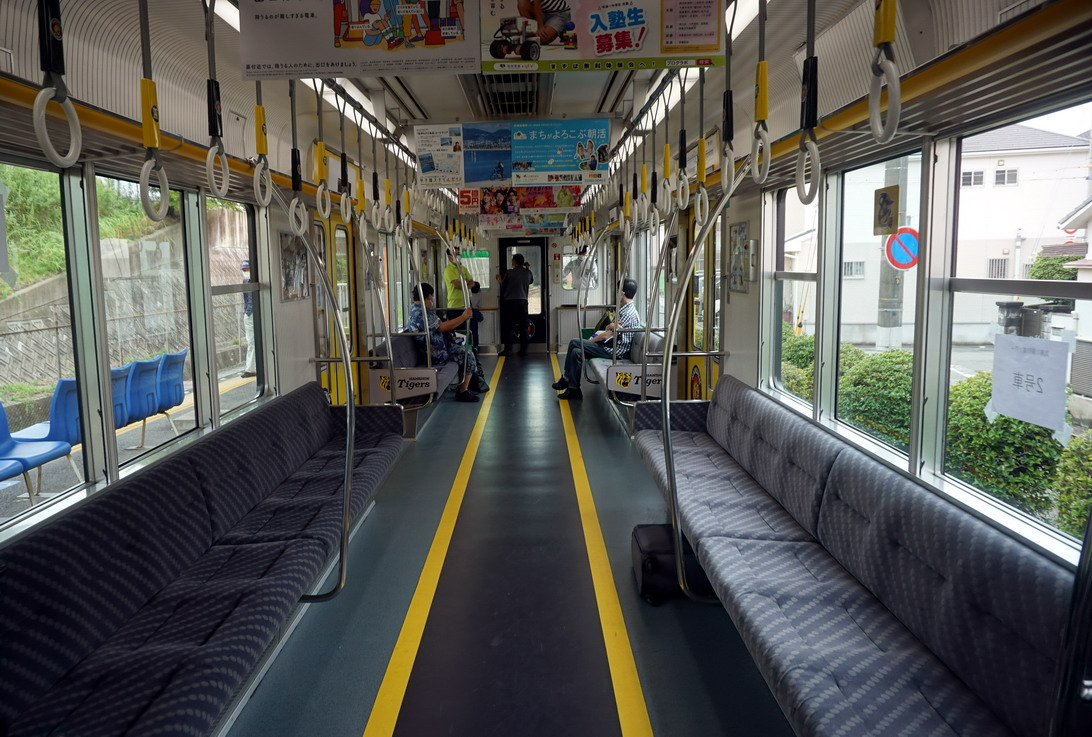
Interieur

### Kōshien
Le thème est "Stade Hanshin Koshien". Appliquée sur la formation à deux voitures 5914 et 5514.
L'extérieur utilise du vert et du blanc pour évoquer le lierre, le gazon, les monticules et les lignes blanches d'un stade de baseball, tandis que le design intérieur présente un sol qui ressemble au sol et aux monticules d'un stade de baseball et une surface latérale qui ressemble aux briques de les murs du stade.

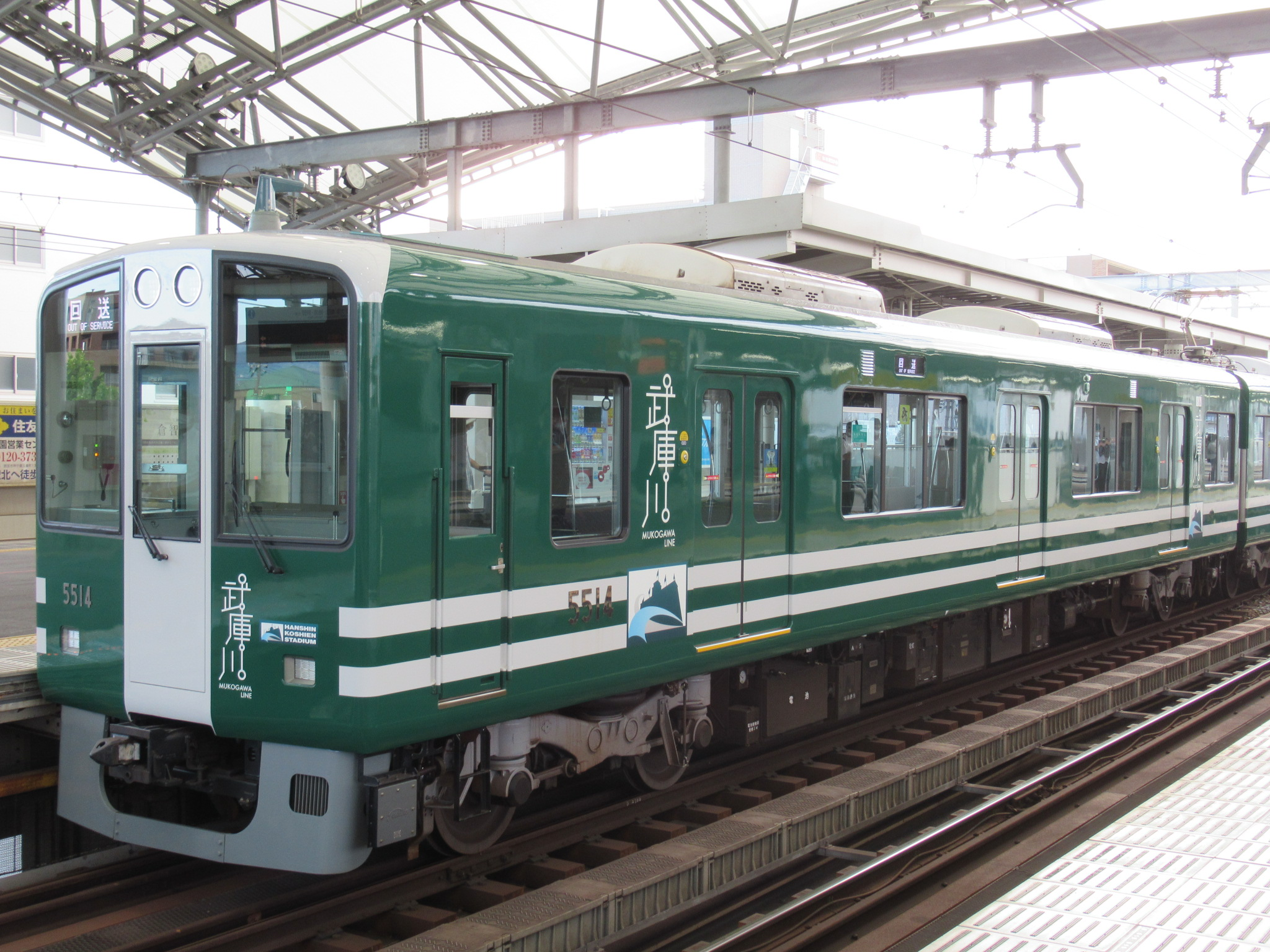
5514
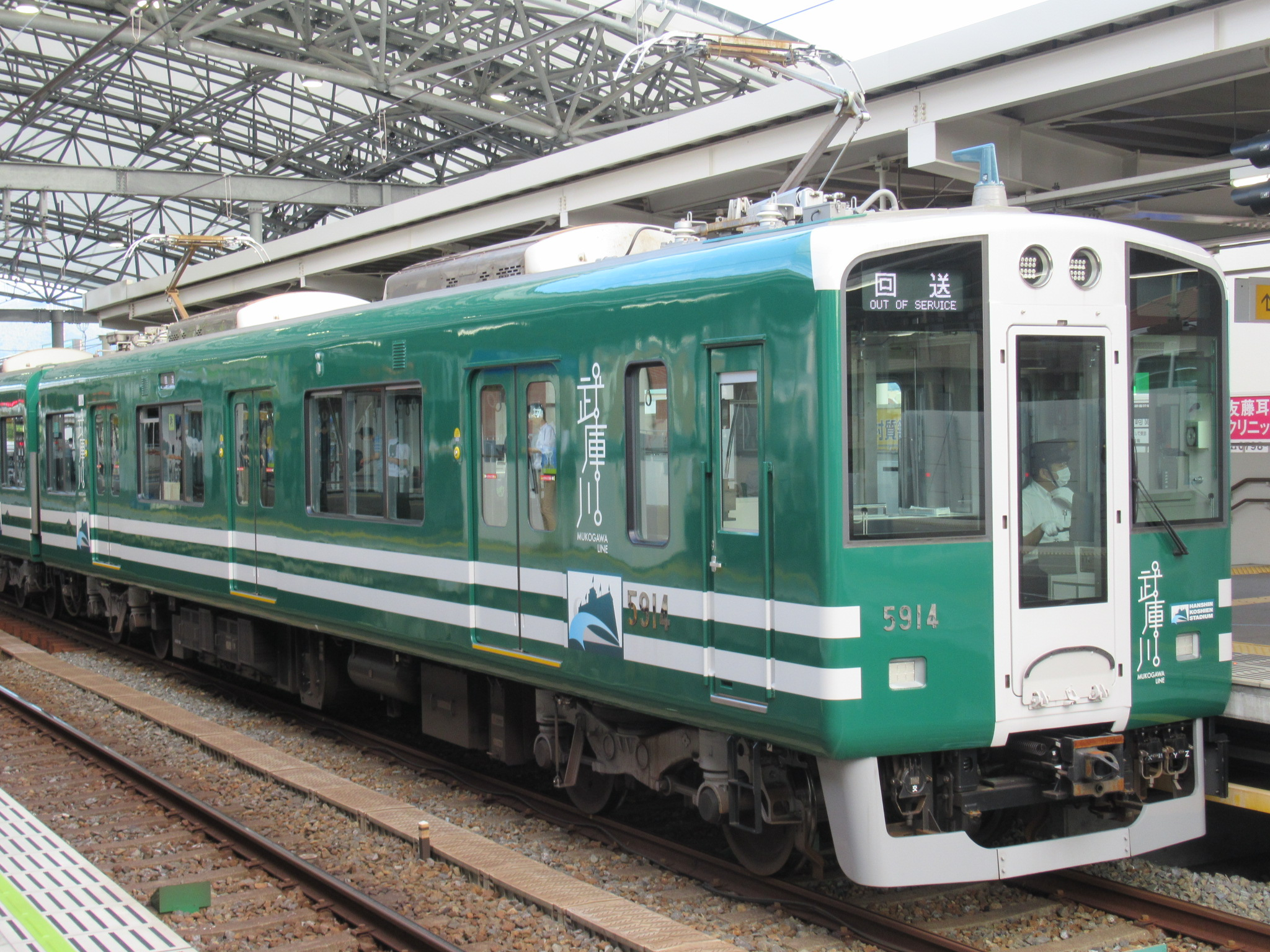
5914
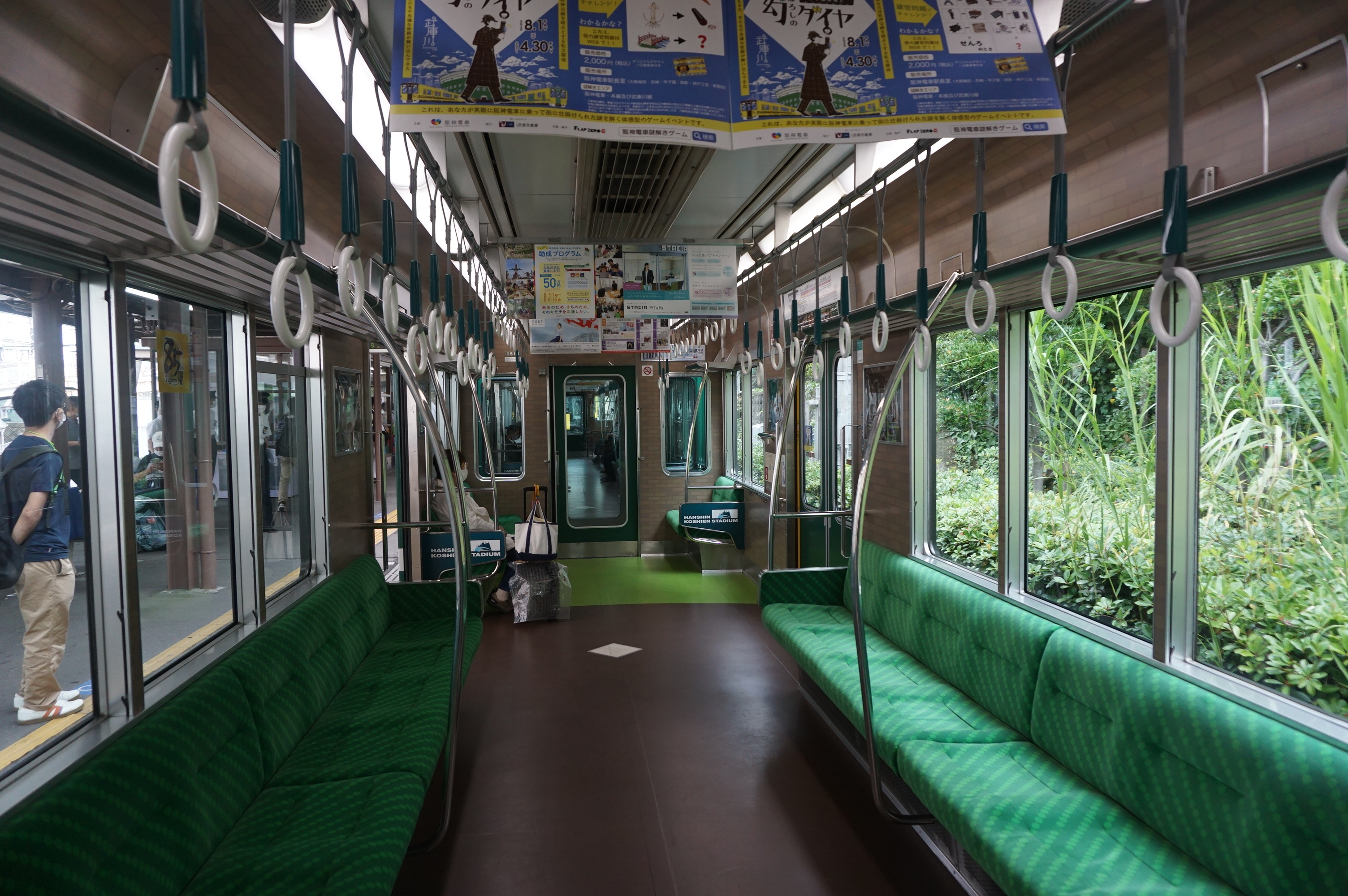
Interieur

### TORACO
Le thème est « Fans féminines des Tigres ». appliqué sur le train à deux voitures 5511 et 5911.
L'extérieur est jaune vif avec des lignes vertes. L'intérieur a des murs à pois de couleur pastel et certains sièges sont équipés de « TORACO SPOT » qui donnent l'impression que vous portez des oreilles de tigre lorsque vous êtes assis.

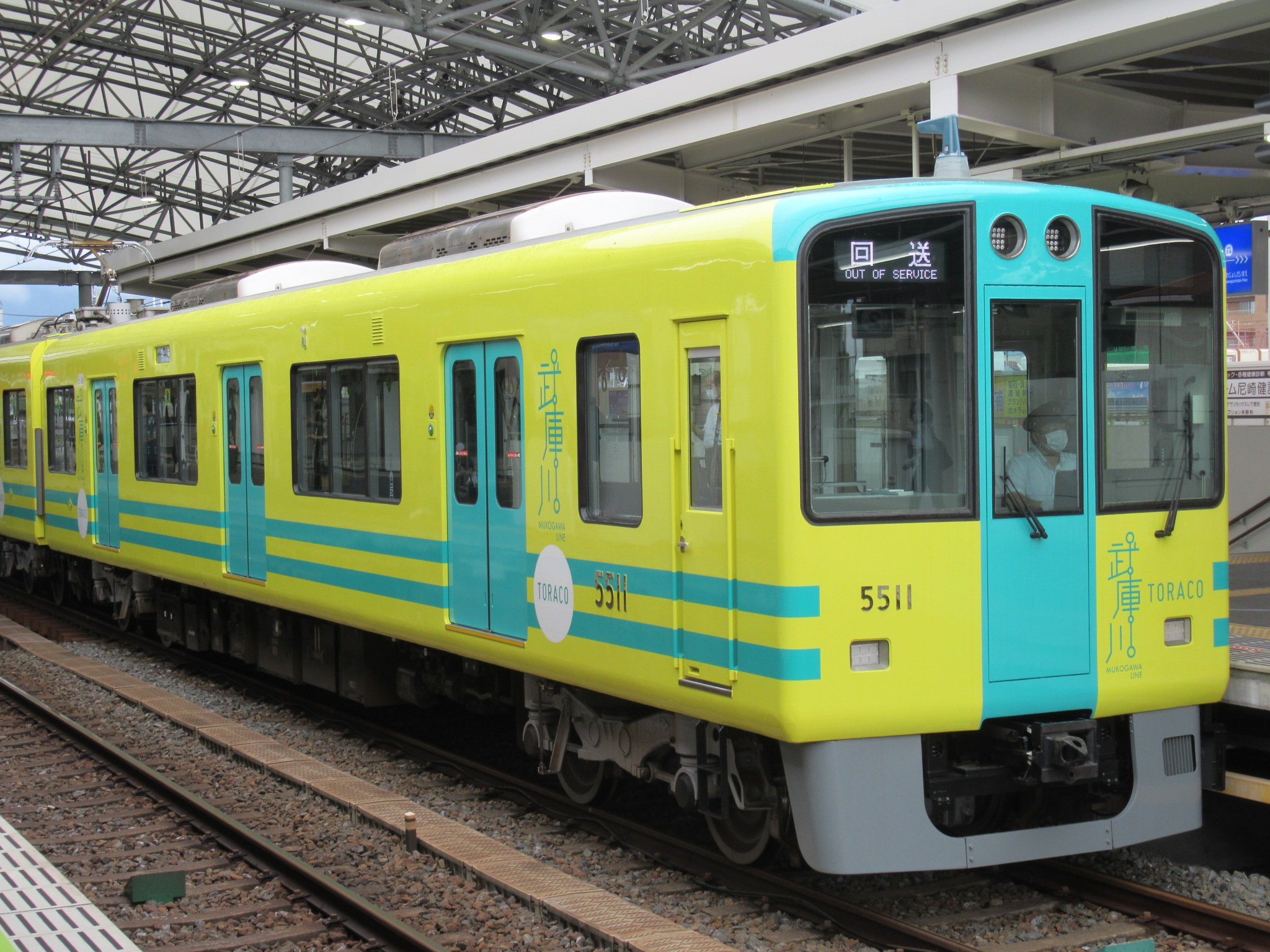
5511
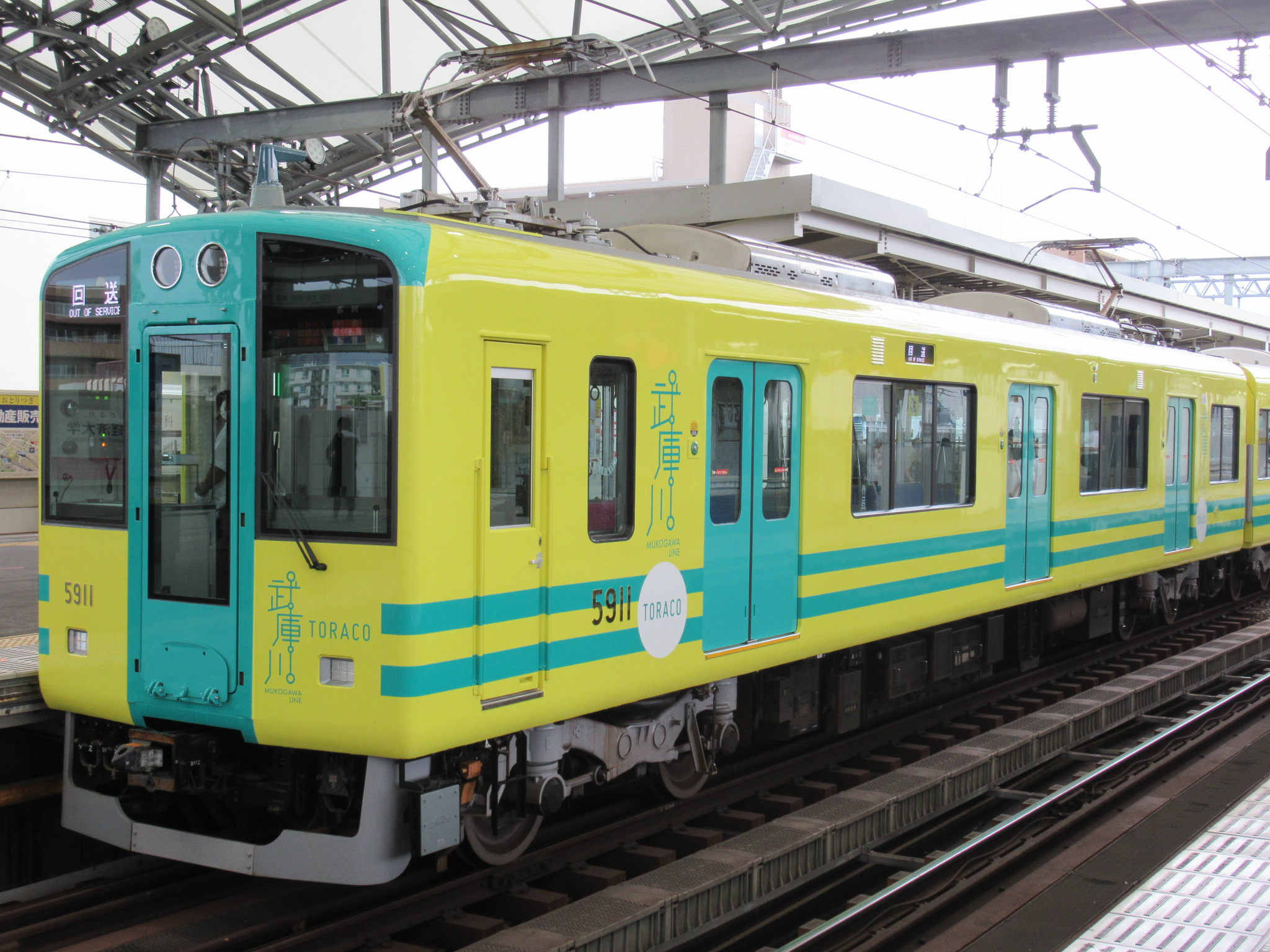
5911
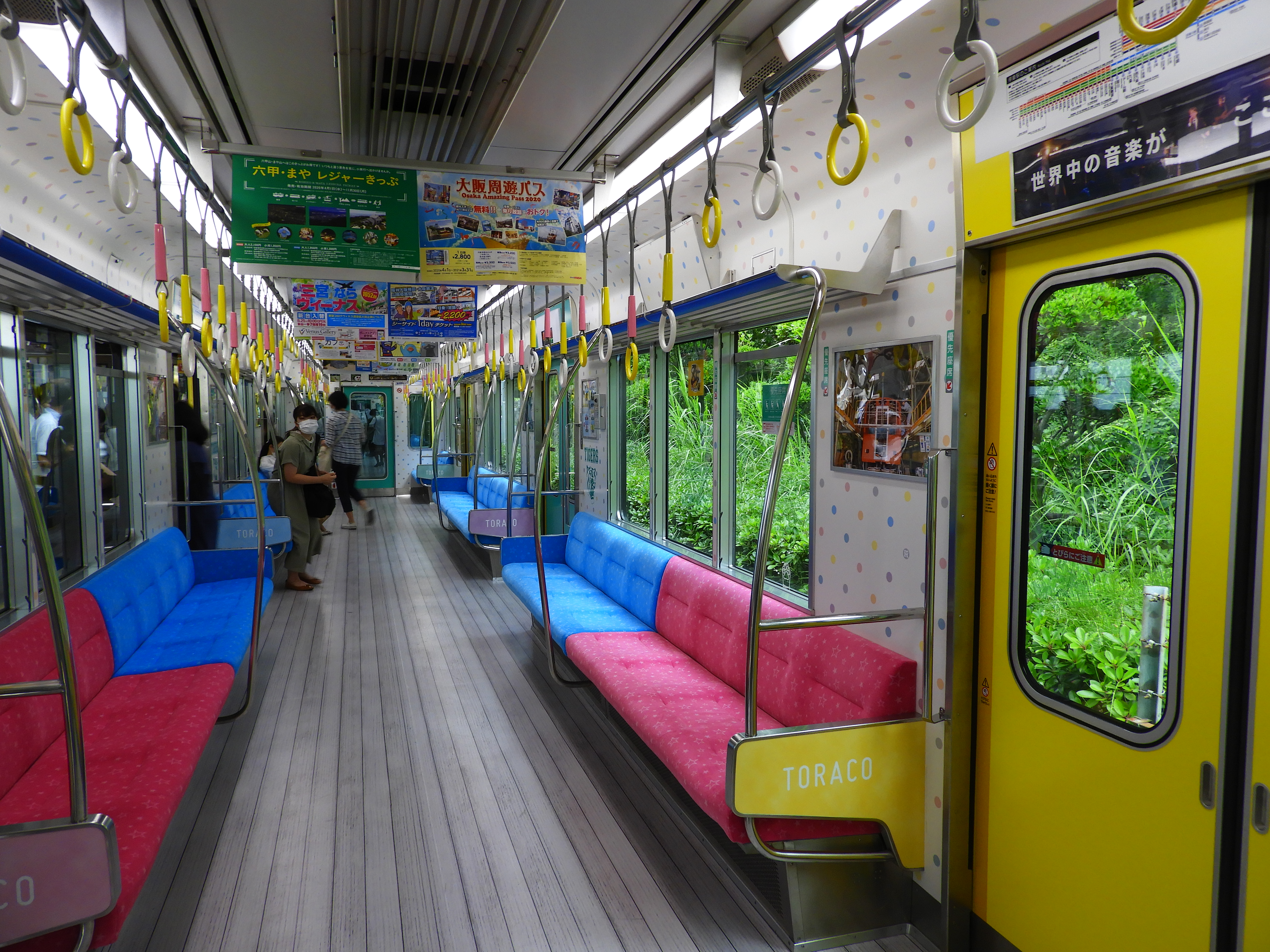
Interieur

### Trucky
Le thème est « Trucky », la mascotte des Hanshin Tigers, appliqué sur le train à deux voitures 5912 et 5512
L'extérieur est blanc avec des lignes roses et l'intérieur présente un motif rayé rose. Le sol a un design inspiré des empreintes de pas de Truckee, et Truckee Lucky Keita est présent sur certaines des poignées suspendues et dans tout l'intérieur et l'extérieur.

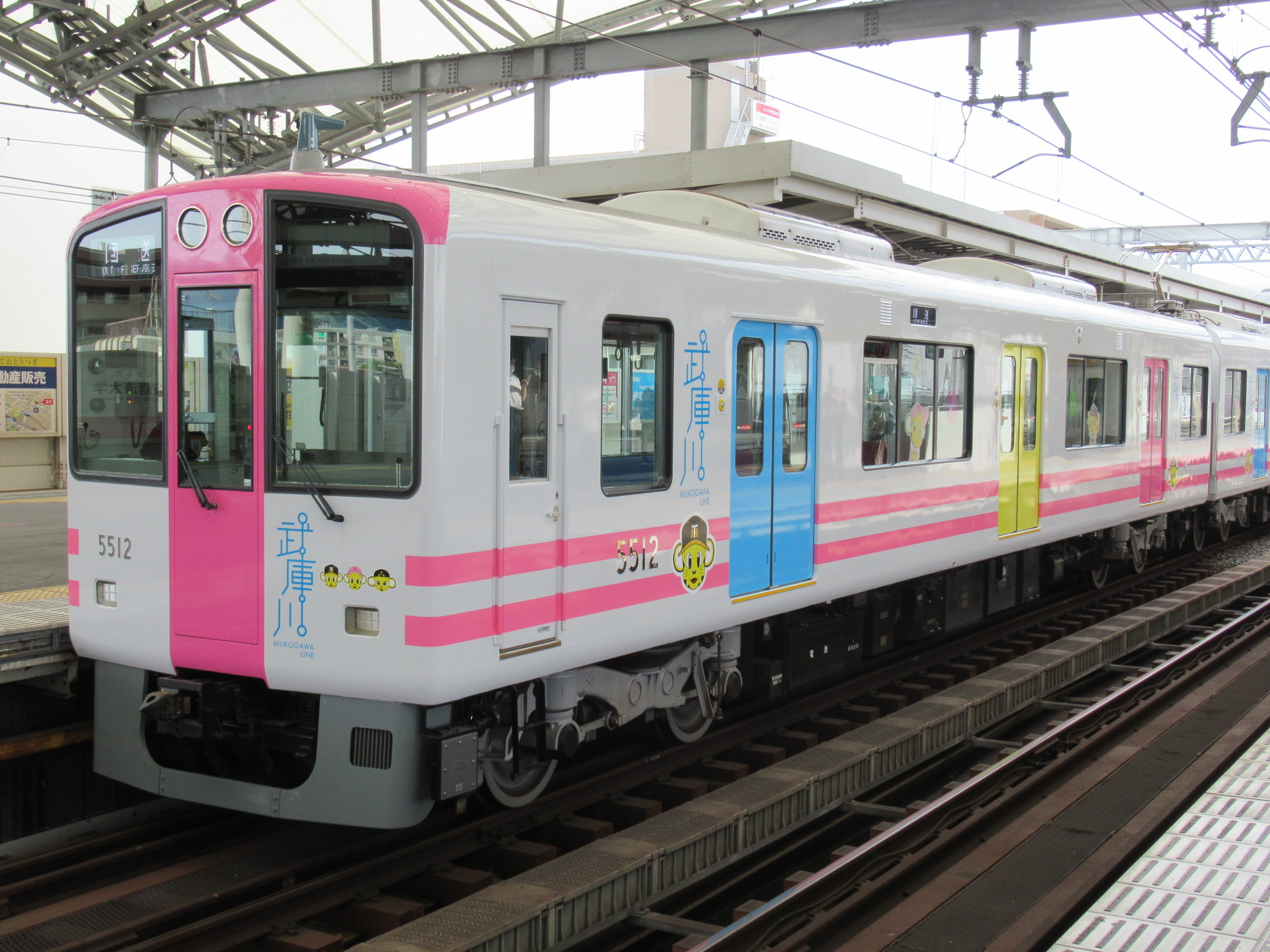
5512
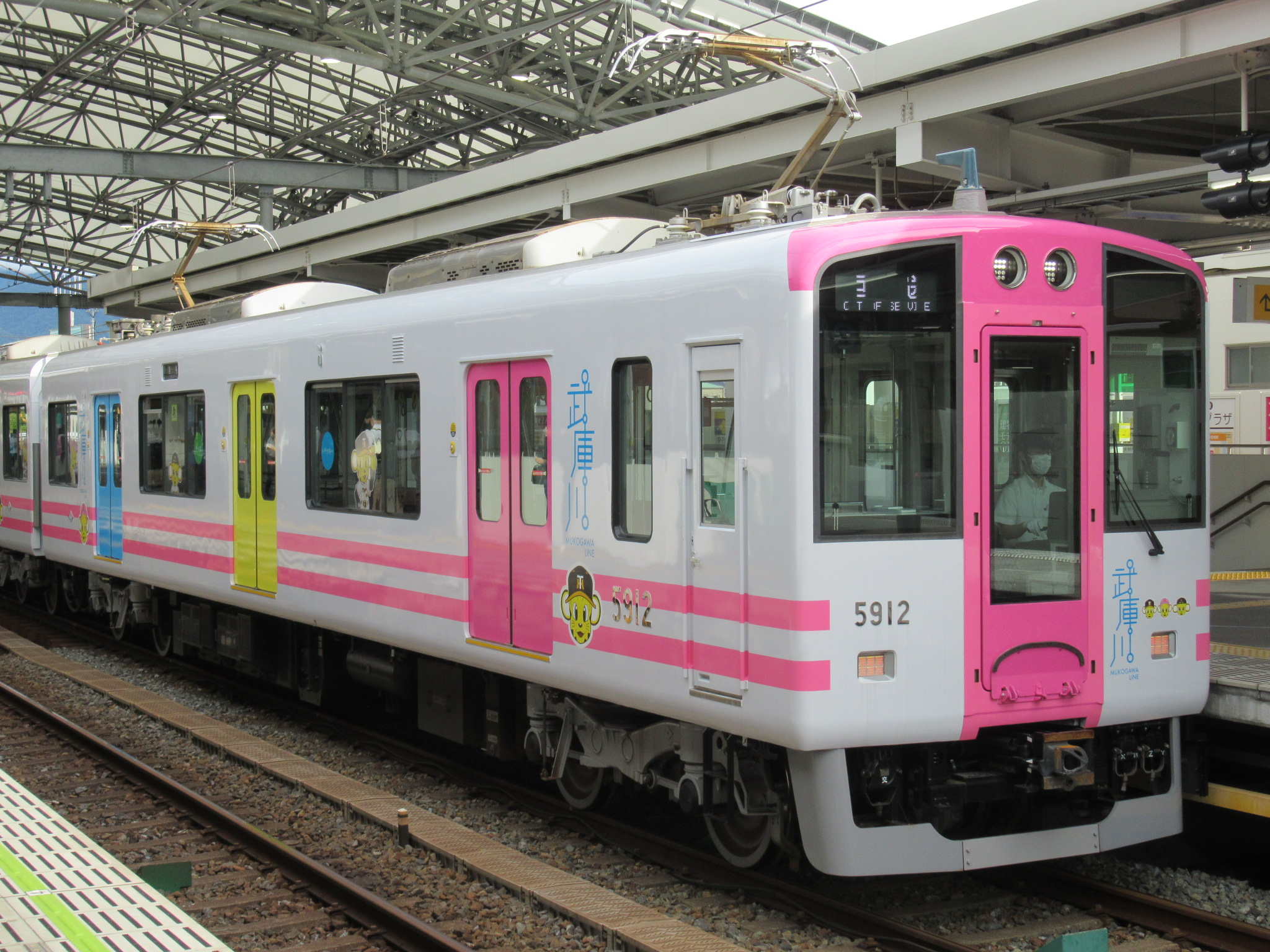
5912
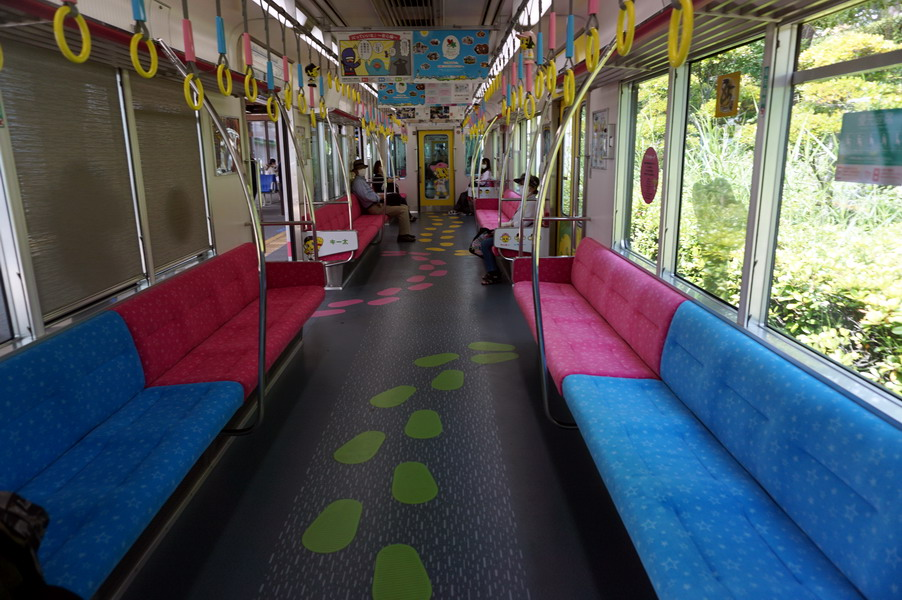
Interieur

### Apparition dans les medias
En novembre 1998, Norihiko Kawabuchi, employé de Hanshin Electric Railway et passionné des chemins de fer, a écrit dans « The! Tetsuwan! DASH !! » (Nippon Television Network) que c'était « le train le plus rapide du Japon (en terme d'accélération au démarrage) ».

## Galerie photos

### Extérieur

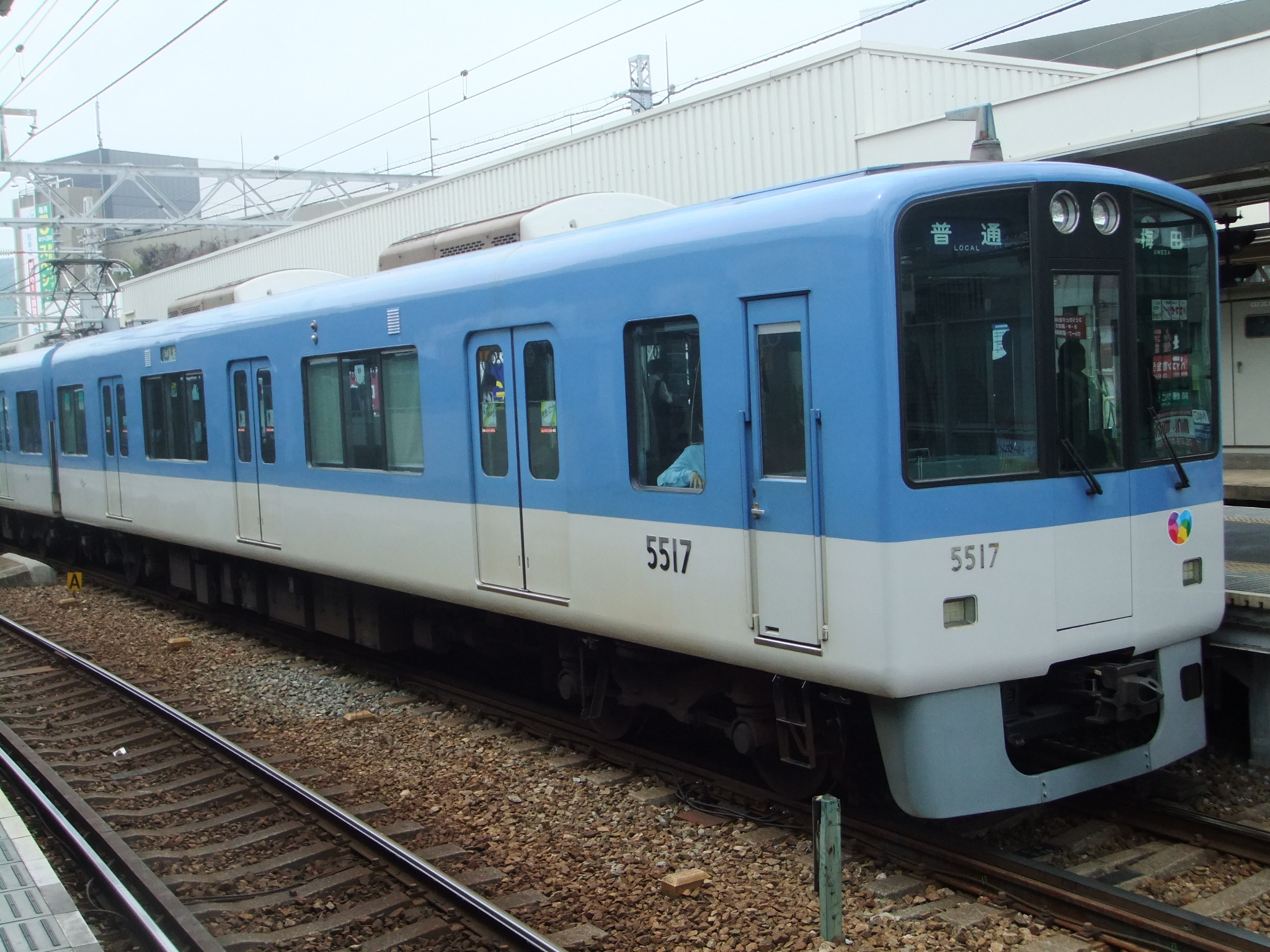
5517 couleur originale
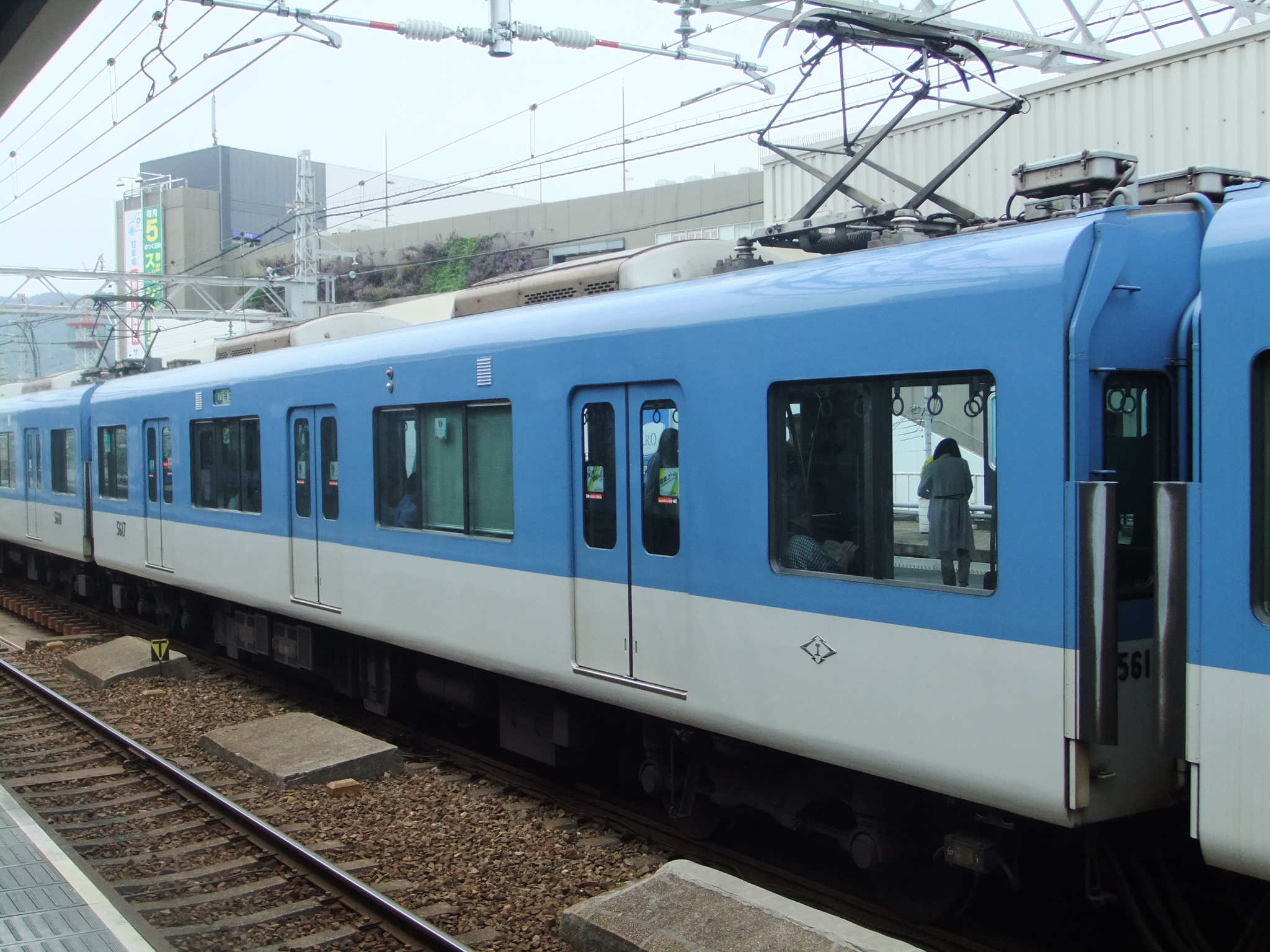
5617 couleur originale
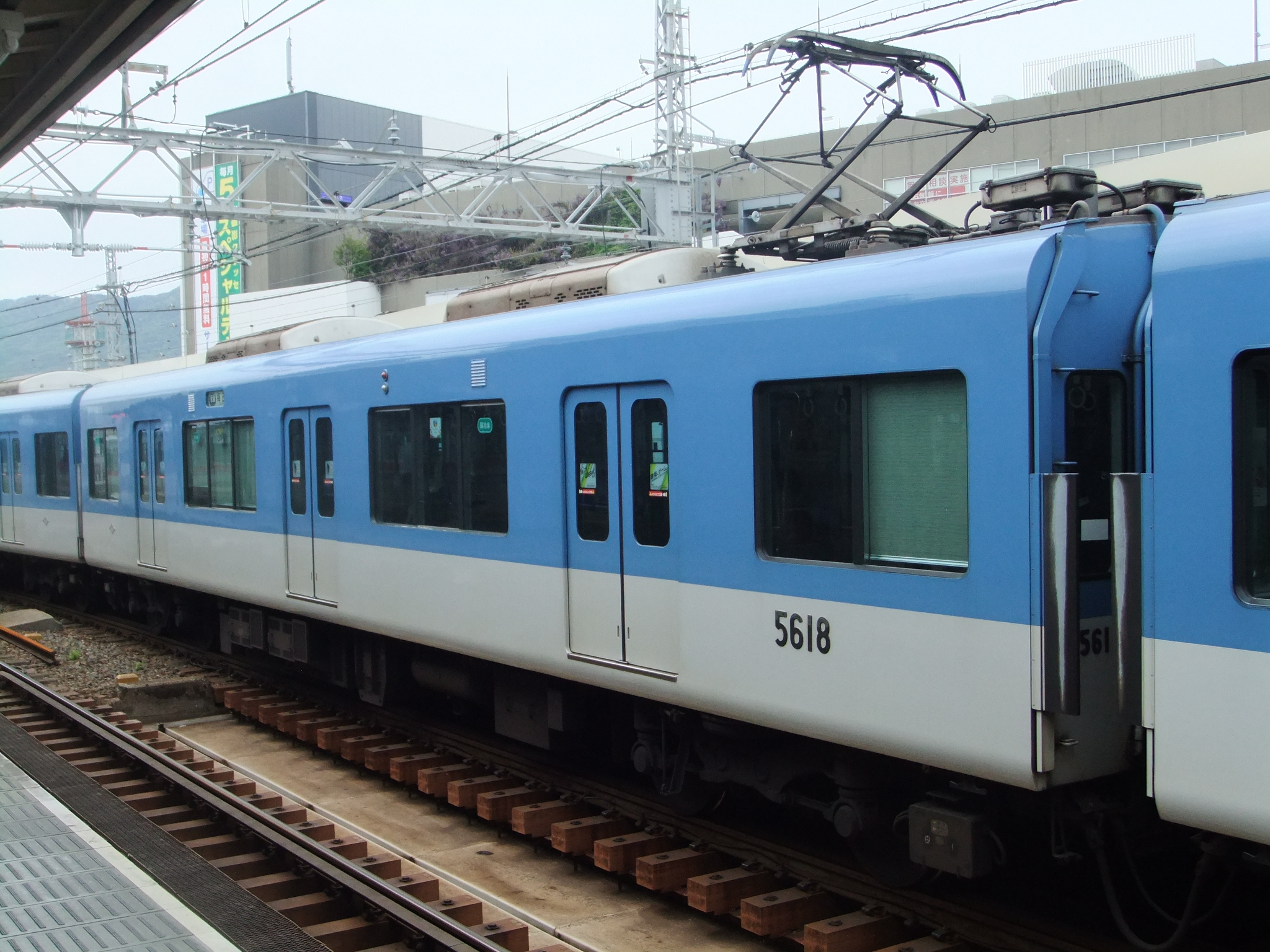
5618 couleur originale
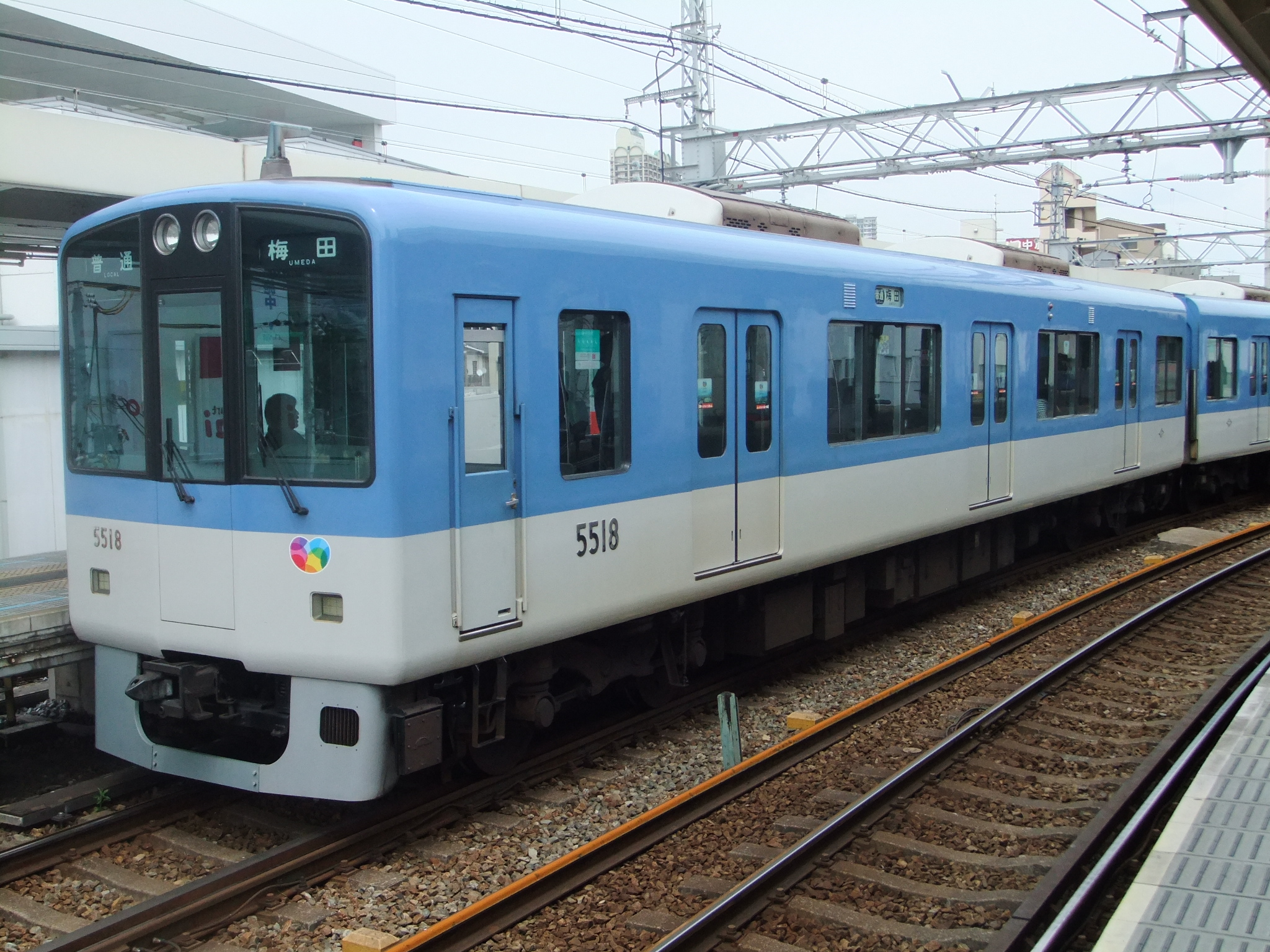
5518 couleur originale
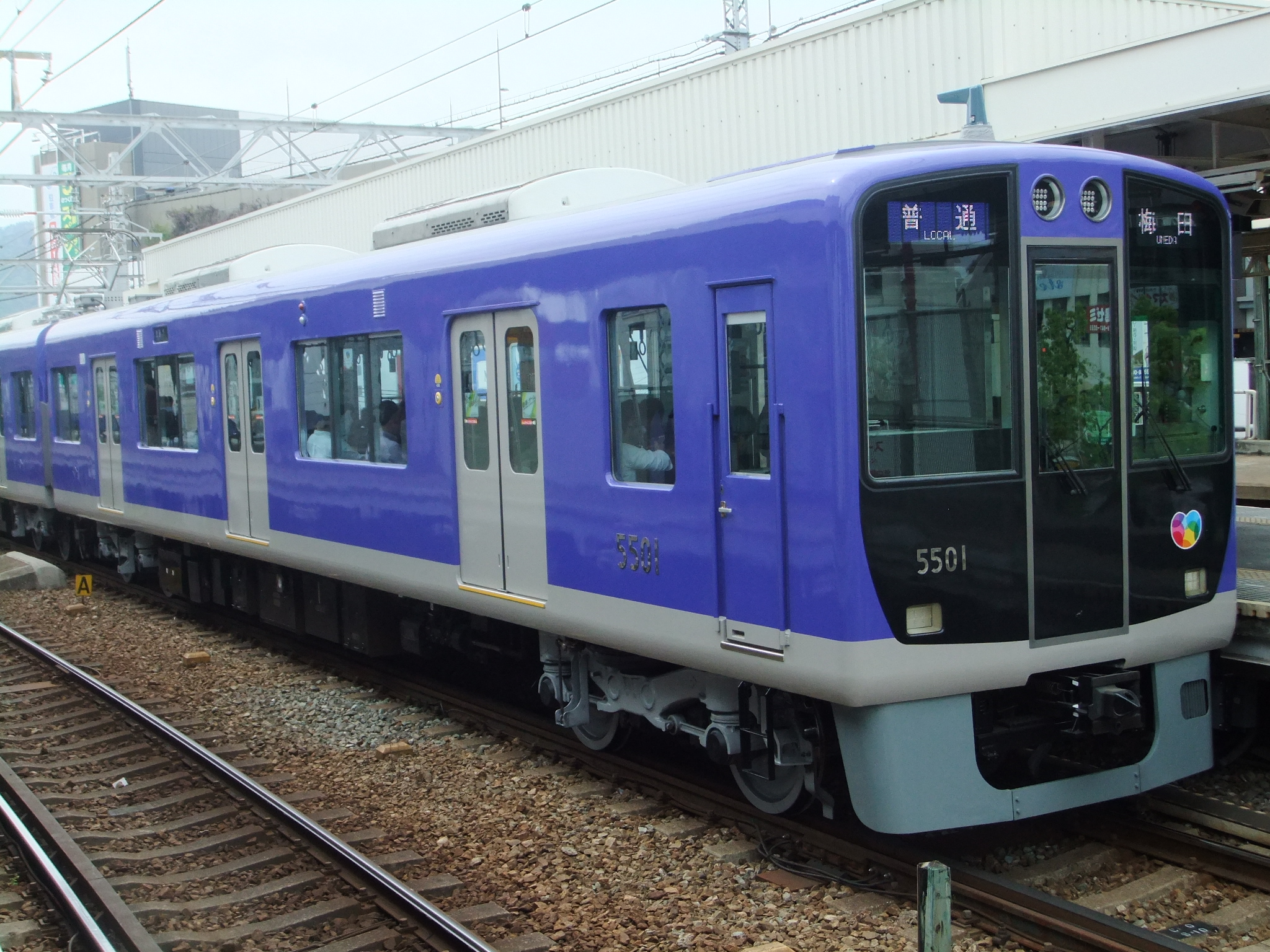
5501 rénovée
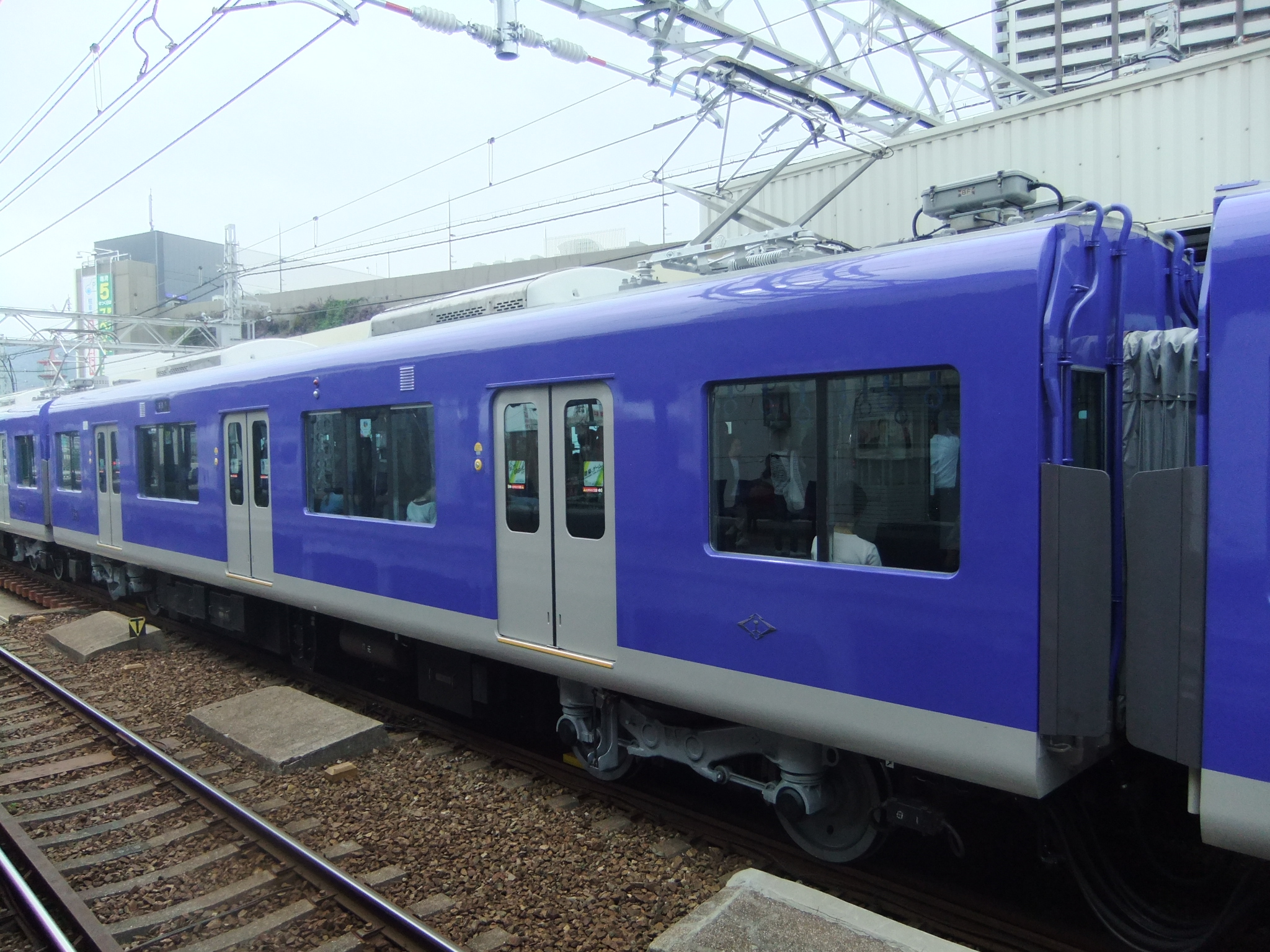
5601 rénovée
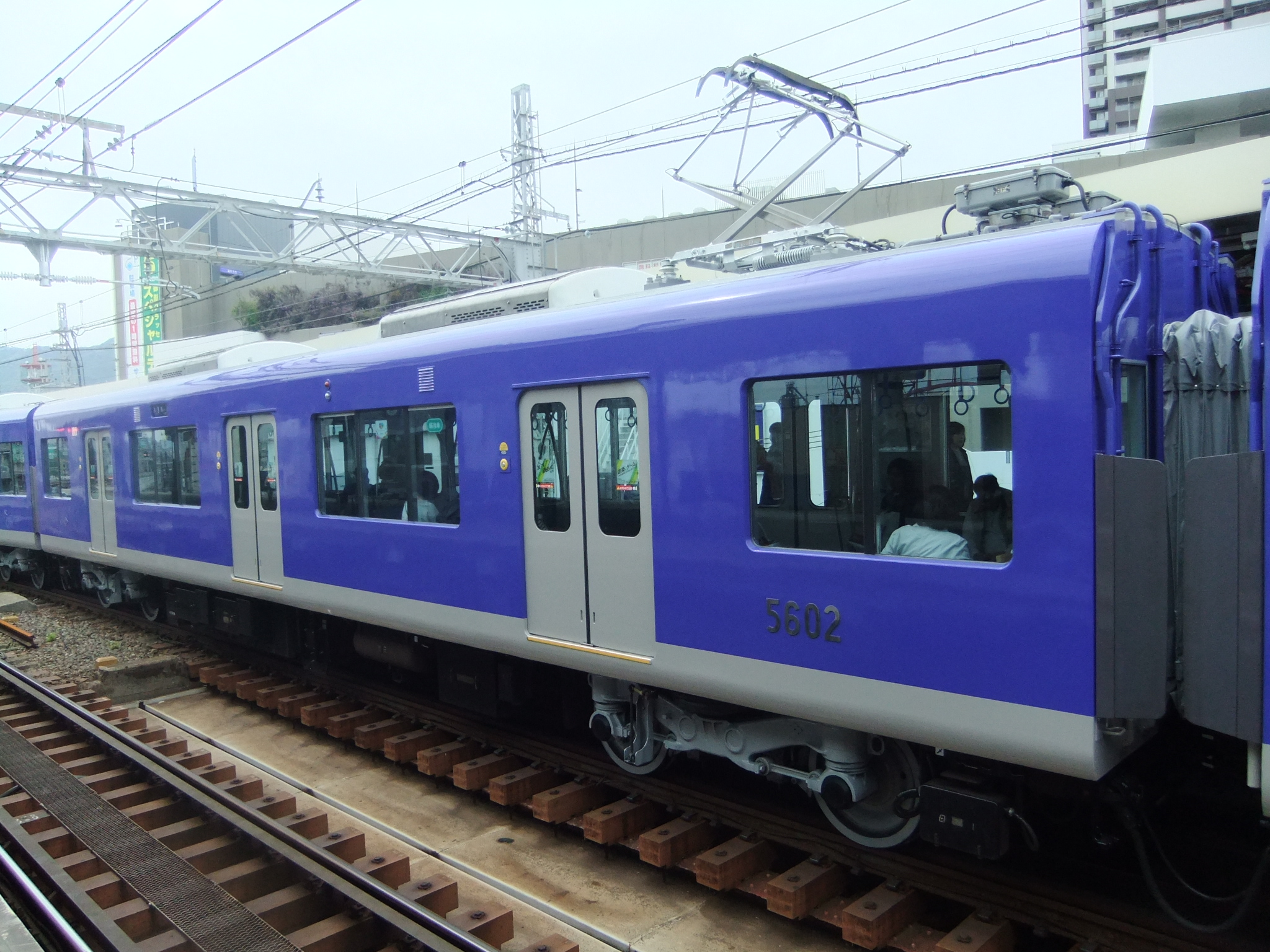
5602 rénovée
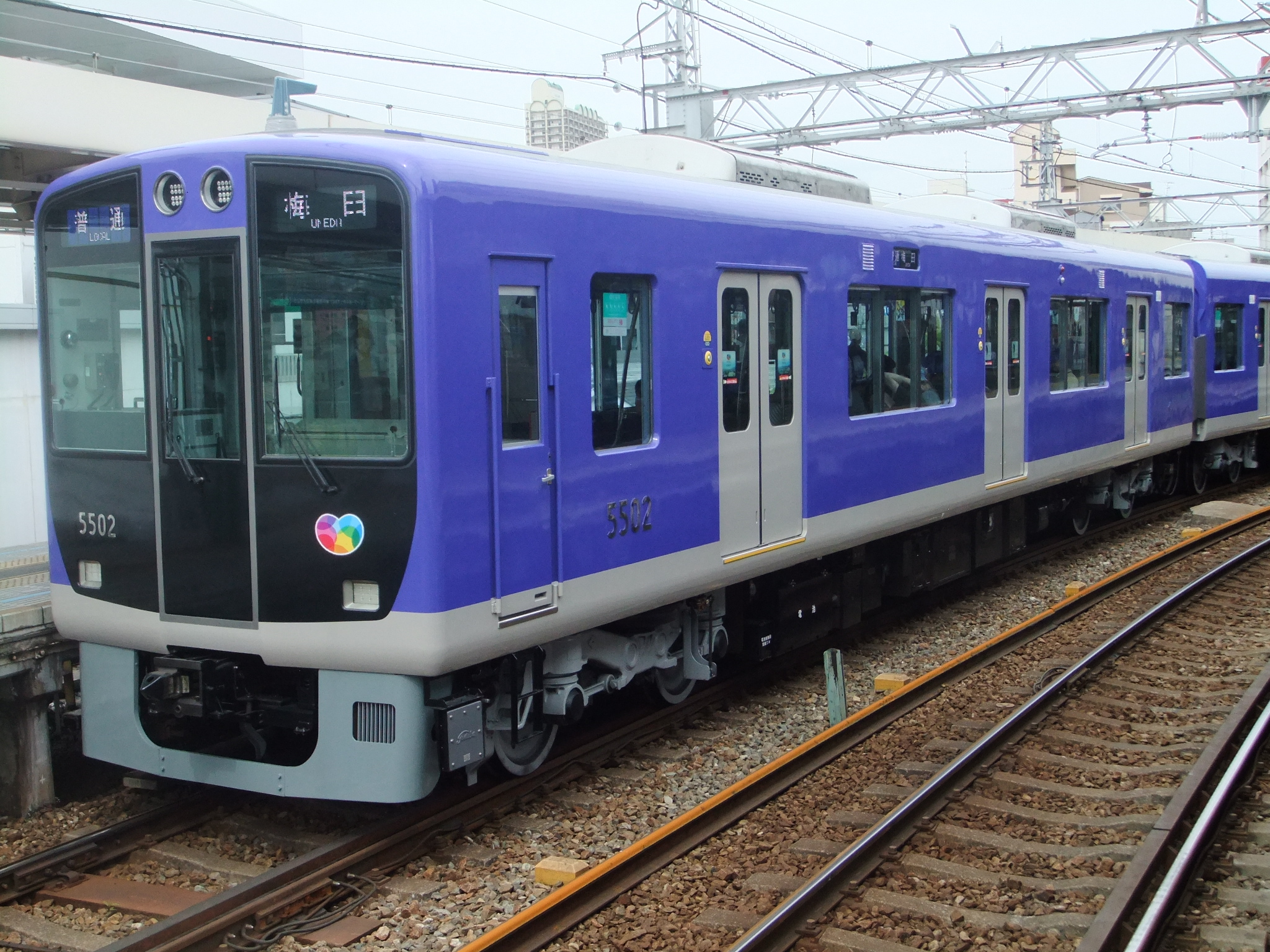
5502 rénovée

### Intérieur

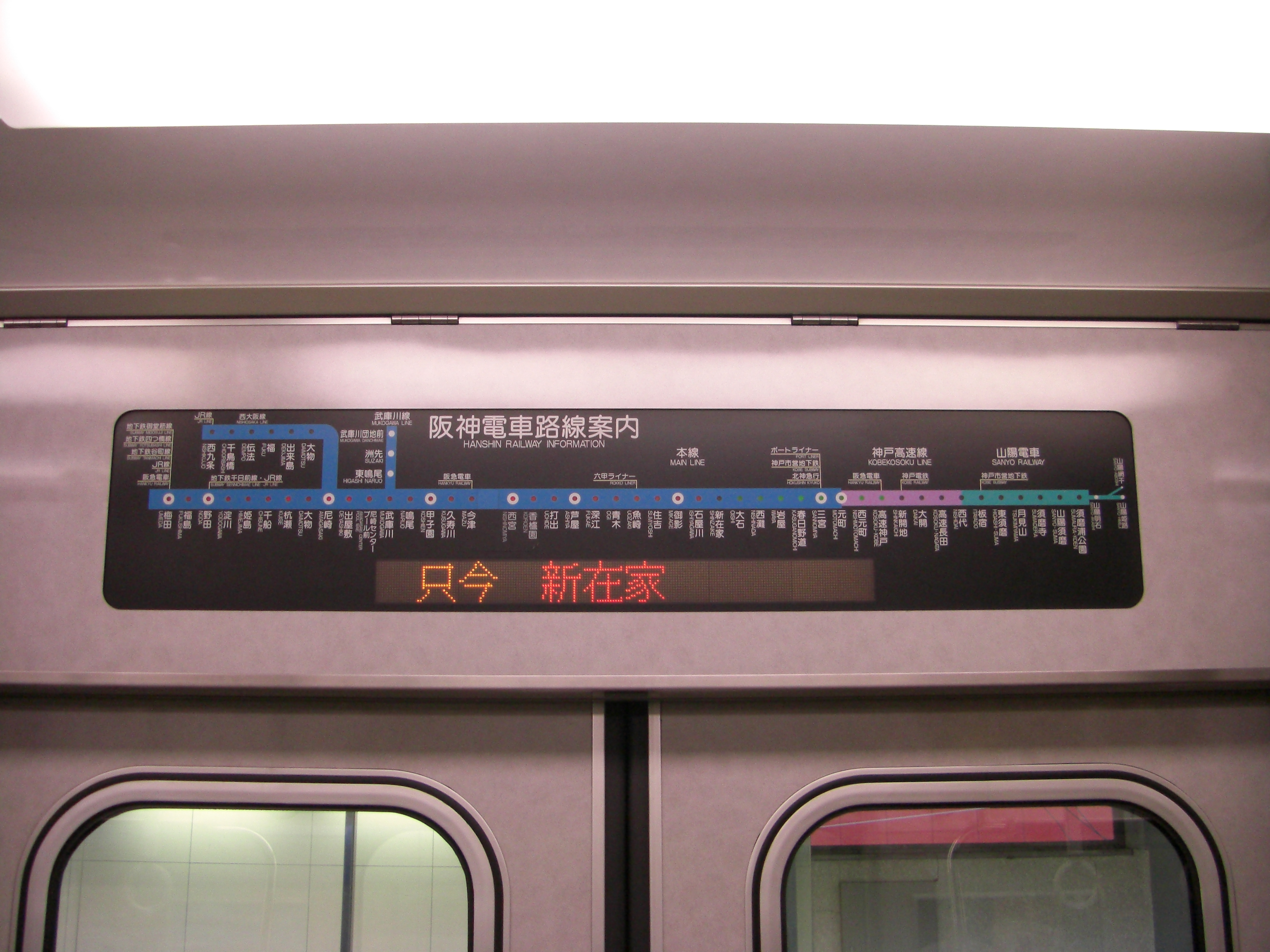
Ancien système SISVE d'Hanshin
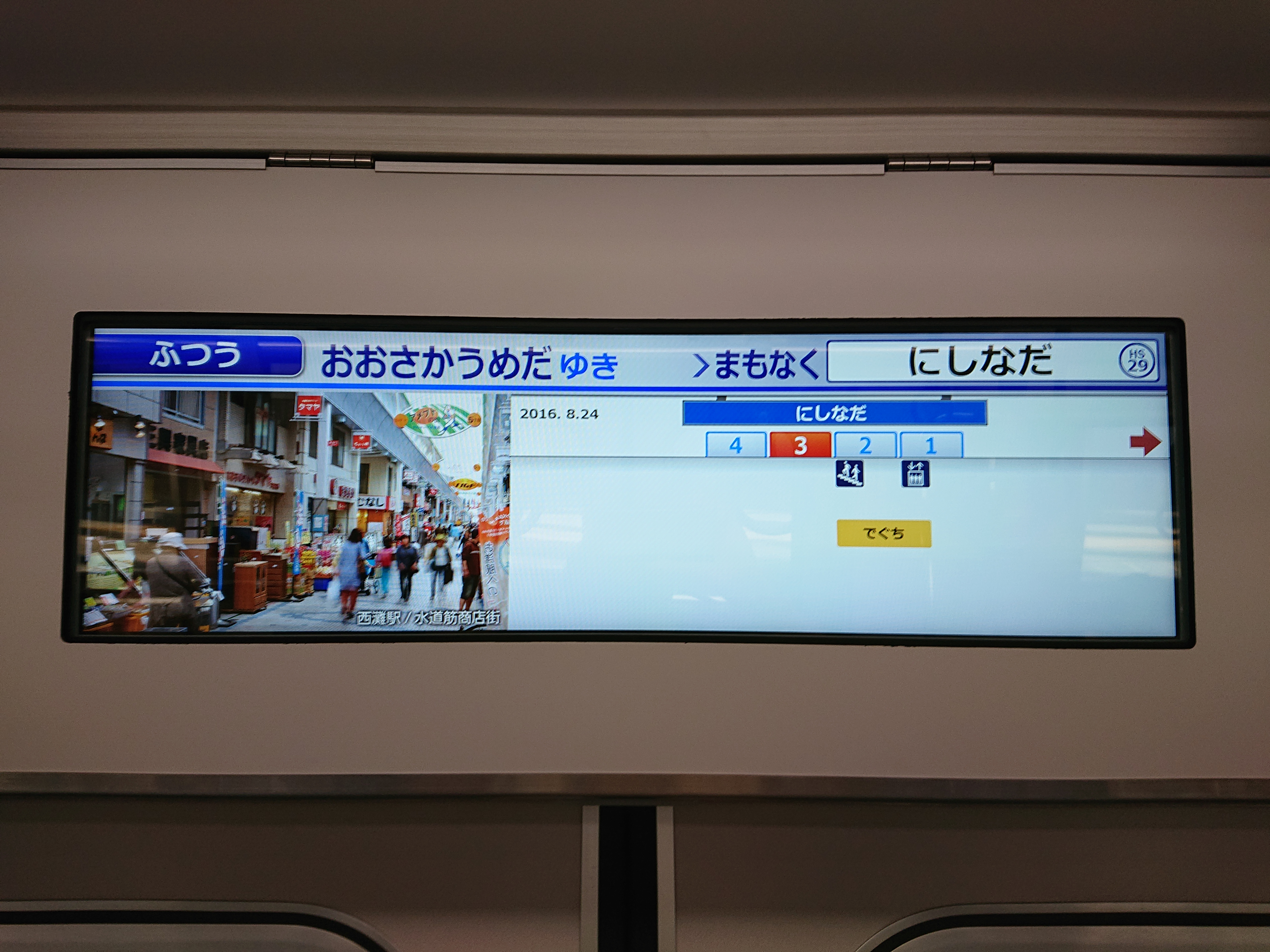
Nouvel ecran LCD des series 5500
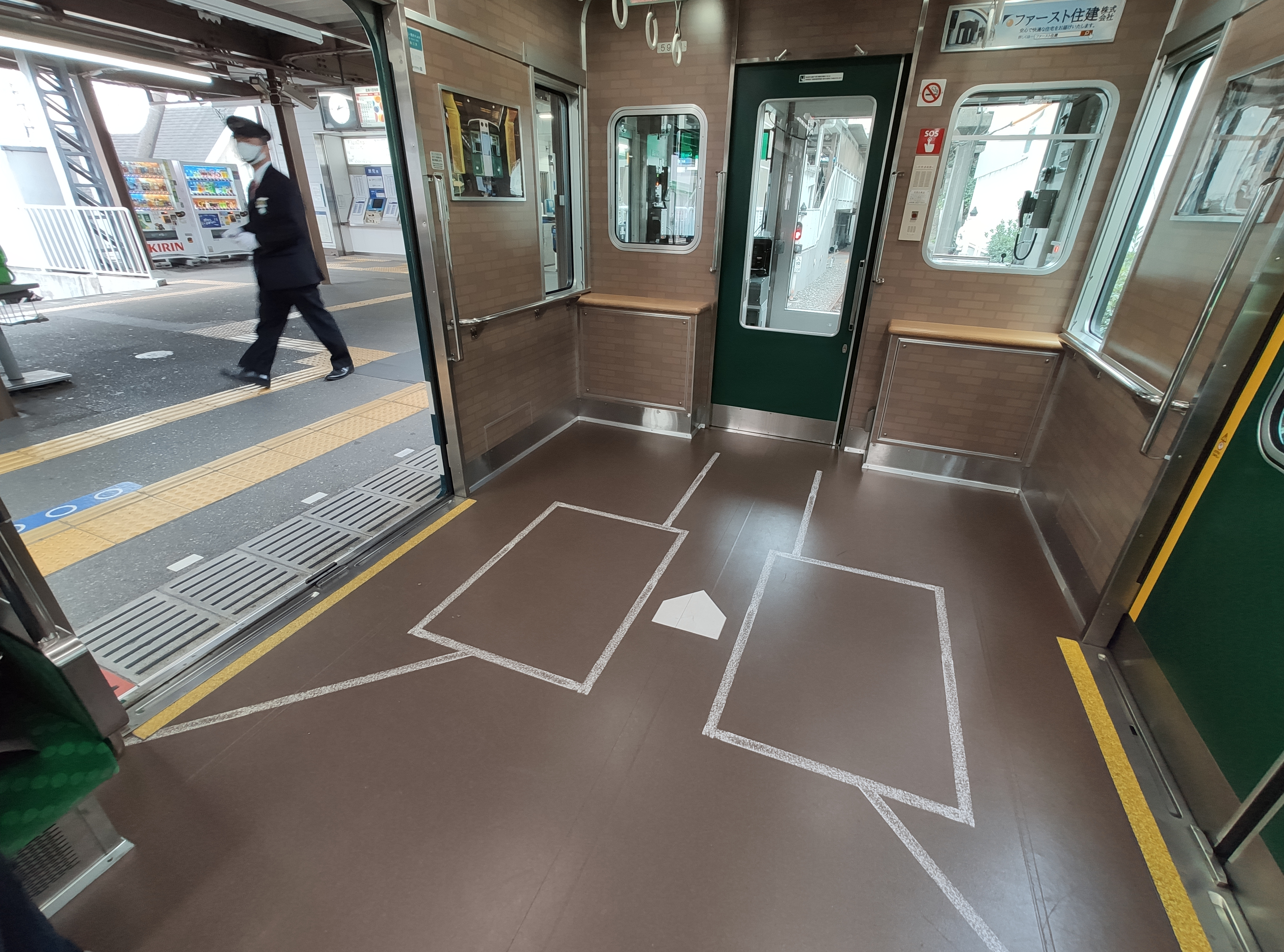
Espace UFR rame Koshien